# Formaggi italiani
Questa voce elenca i formaggi italiani più diffusi in ordine alfabetico. Tra parentesi è indicata la zona di produzione.
Esistono circa 487 varietà di formaggi in Italia tra freschi spalmabili e stagionati, di cui oltre 300 riconosciuti d'origine protetta (DOP, PAT E IGP) 52 dei quali protetti a livello europeo. In termine di volume, l'Italia è la quarta nazione al mondo per produzione di formaggio (1.3 milioni di tonnellate), alle spalle di Stati Uniti, Germania e Francia. La Lombardia è la regione che accumula il maggior numero di formaggi (137).
Qui di seguito sono elencati più di 1.400 formaggi.

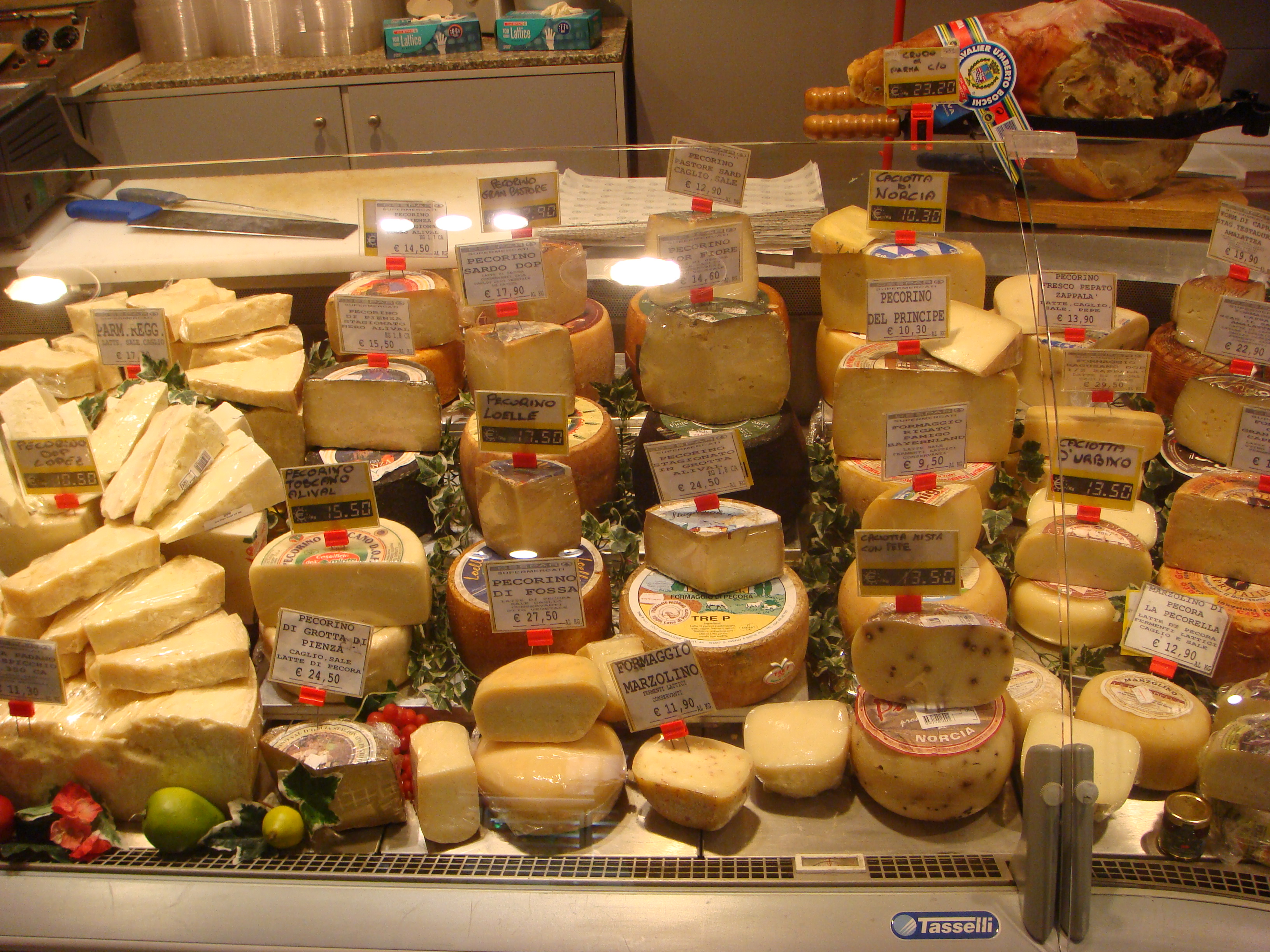
Tagliere di formaggi a Roma

## Lista

### A
- Abbamare (Sardegna)[4]
- Accasciato (Toscana)
- Acceglio (Cuneo, Piemonte)[5]

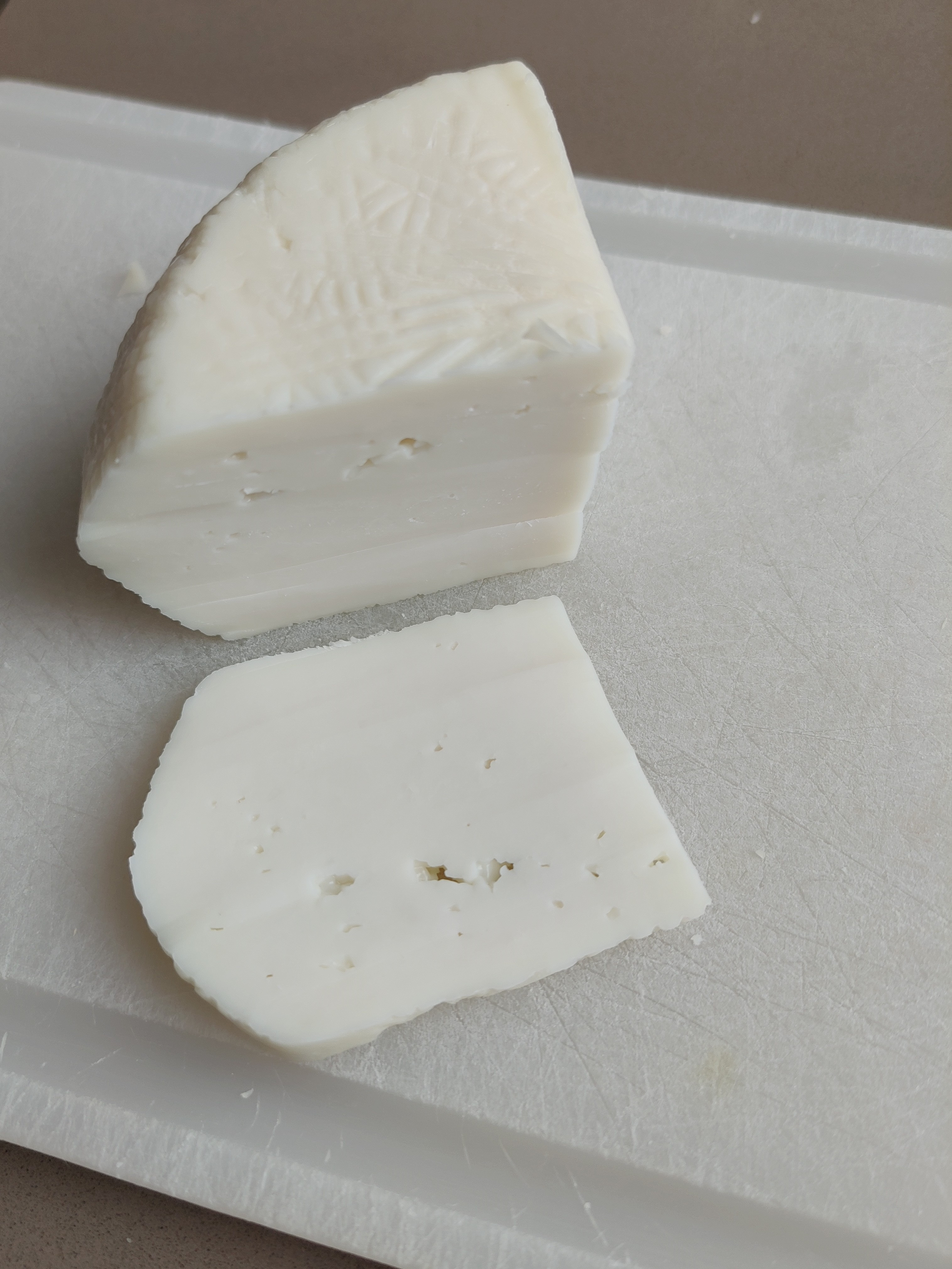
Algunder Ziegenkäse

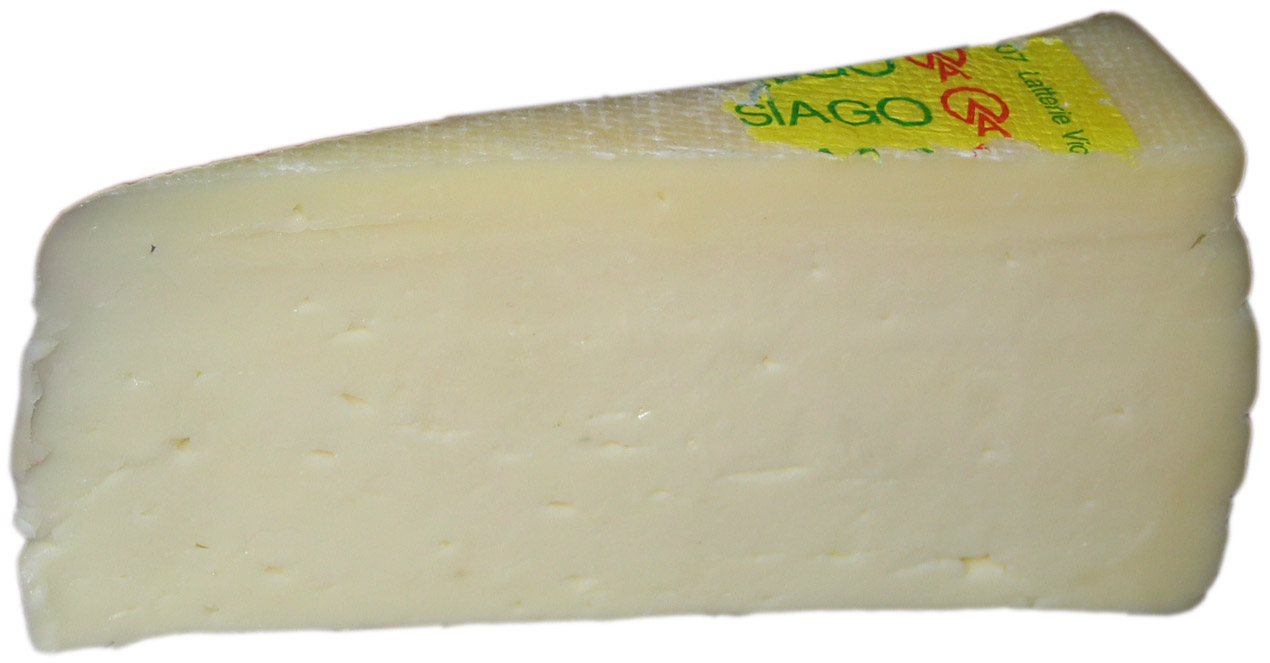
Asiago

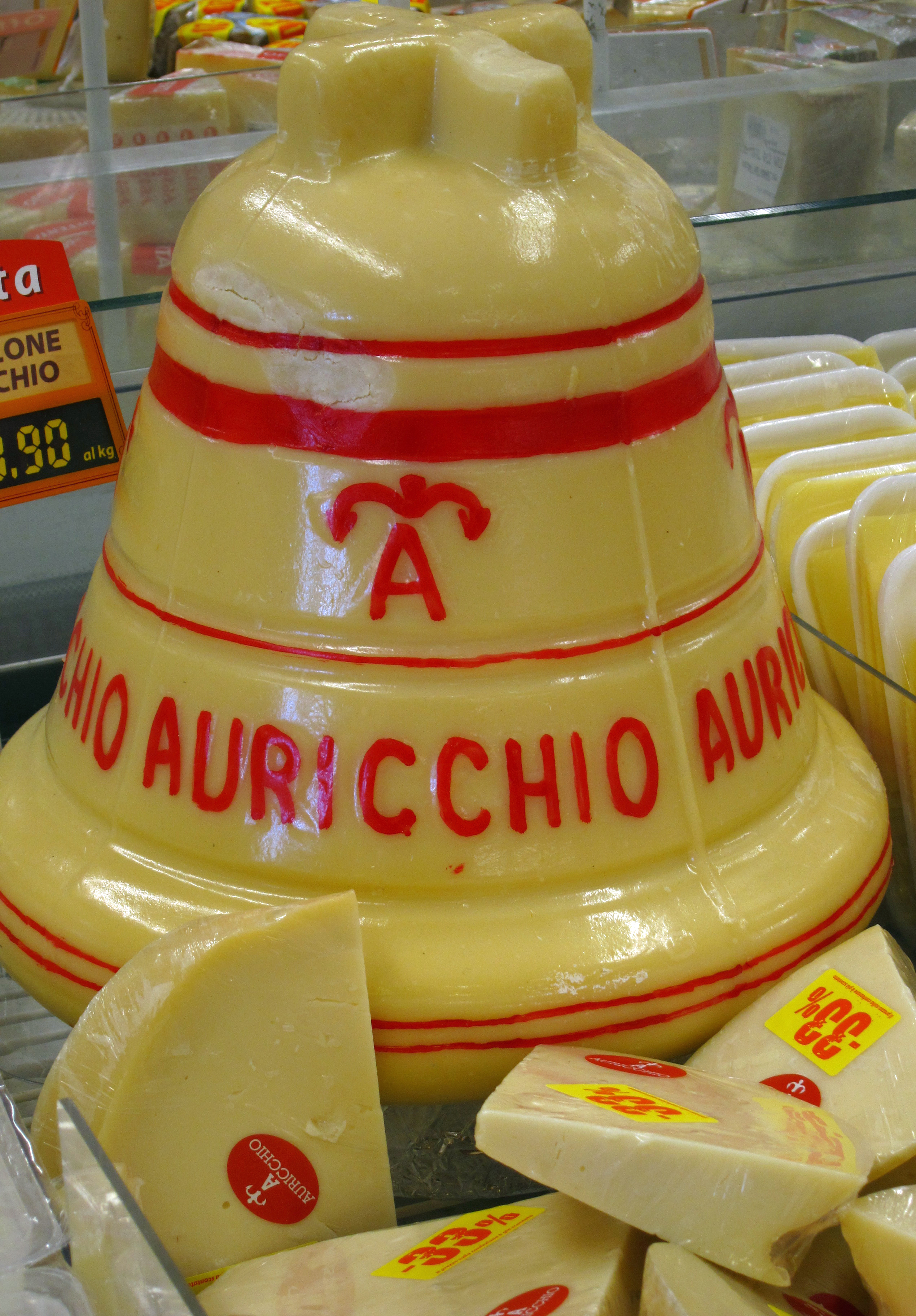
Auricchio

- Acidino o Formaggio Acidino (Veneto)[6]
- Affogato di Sabbioneta (Trentino-Alto Adige)
- Aglino
- Agrì di Valtorta (Val Brembana, Bergamo, Lombardia)[7]
- Ainuzzi (Provincia di Agrigento, Sicilia)[8]
- Aladino
- Algunder Bauernkäse Halbfett (Lagundo, Alto Adige)[9]
- Algunder Butterkäse (Lagundo, Alto Adige)[10]
- Algunder Ziegenkäse (Lagundo, Alto Adige)[11]
- Almkäse (Alto Adige)
- Alpeggio di Troia (Imperia, Liguria)
- Alpepiana
  - Alpepiana Macig
- Alpigiana (Alto-Adige)
- Alpkäse (Alto-Adige)
- Amatriciano (Lazio)
- Ambra di Talamello (Marche)
- Ambrosia
- Animaletti di provola (Calabria)
- Arunda (Alto Adige)
- Aschbach magro (Alto Adige)
- Asiago (DOP; Provincia di Vicenza, Veneto, Trentino)
  - Asiago d'allevo
  - Asiago pressato
  - Asiago stravecchio
- Asìno (Friuli-Venezia Giulia)
- Auricchio forte (Pieve San Giacomo, Provincia di Cremona, Lombardia)

### B
- Bacio
  - Bacio di latte di capra
  - Bacio di latte muca

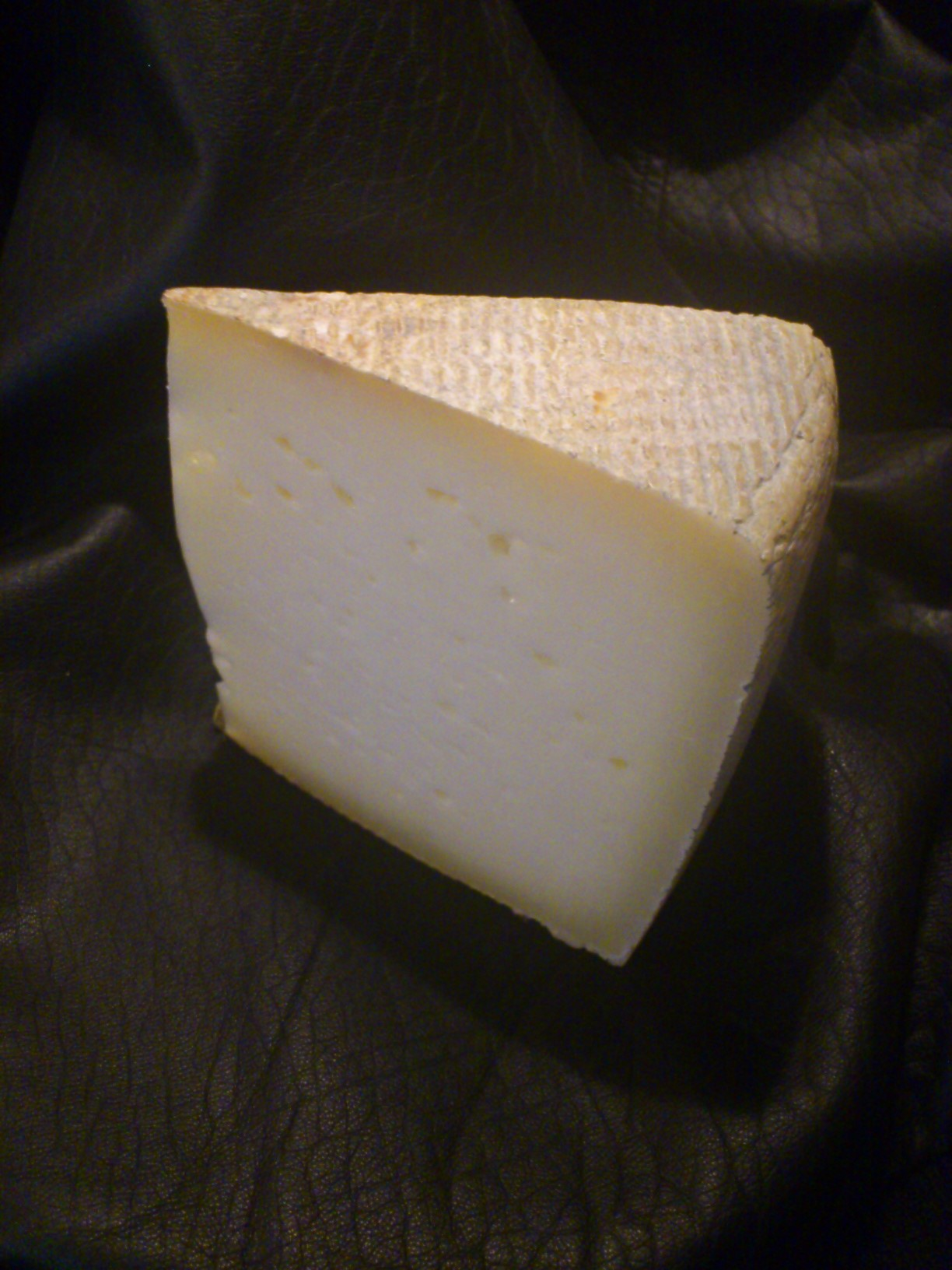
Bastardo del Grappa

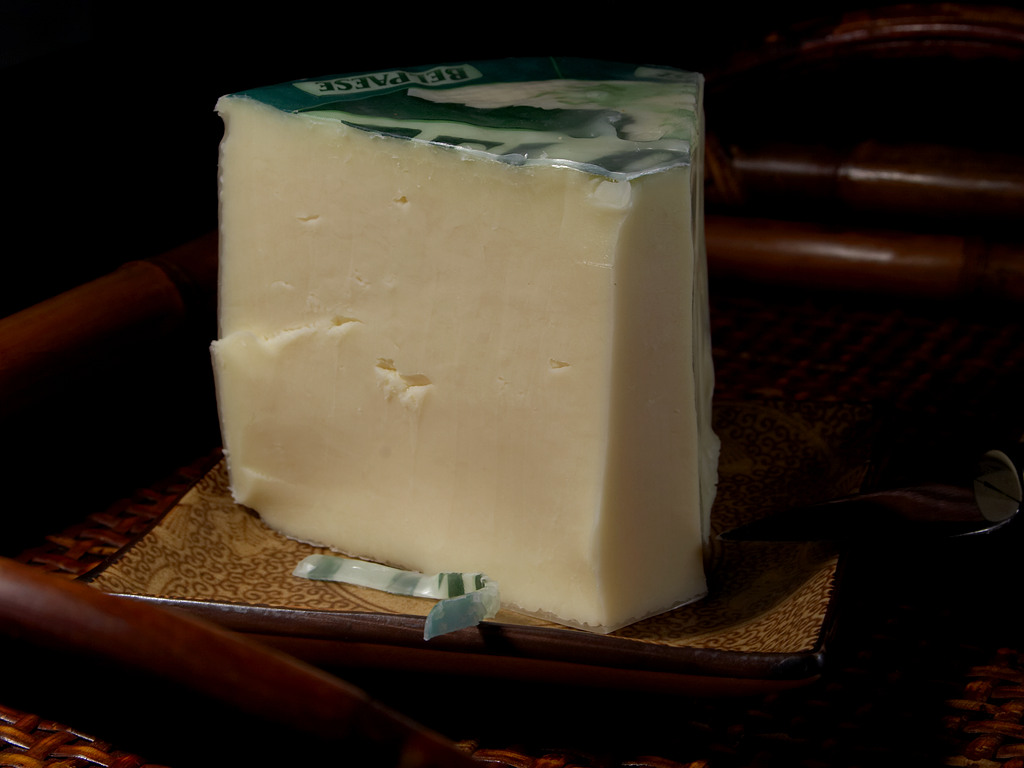
Bel Paese

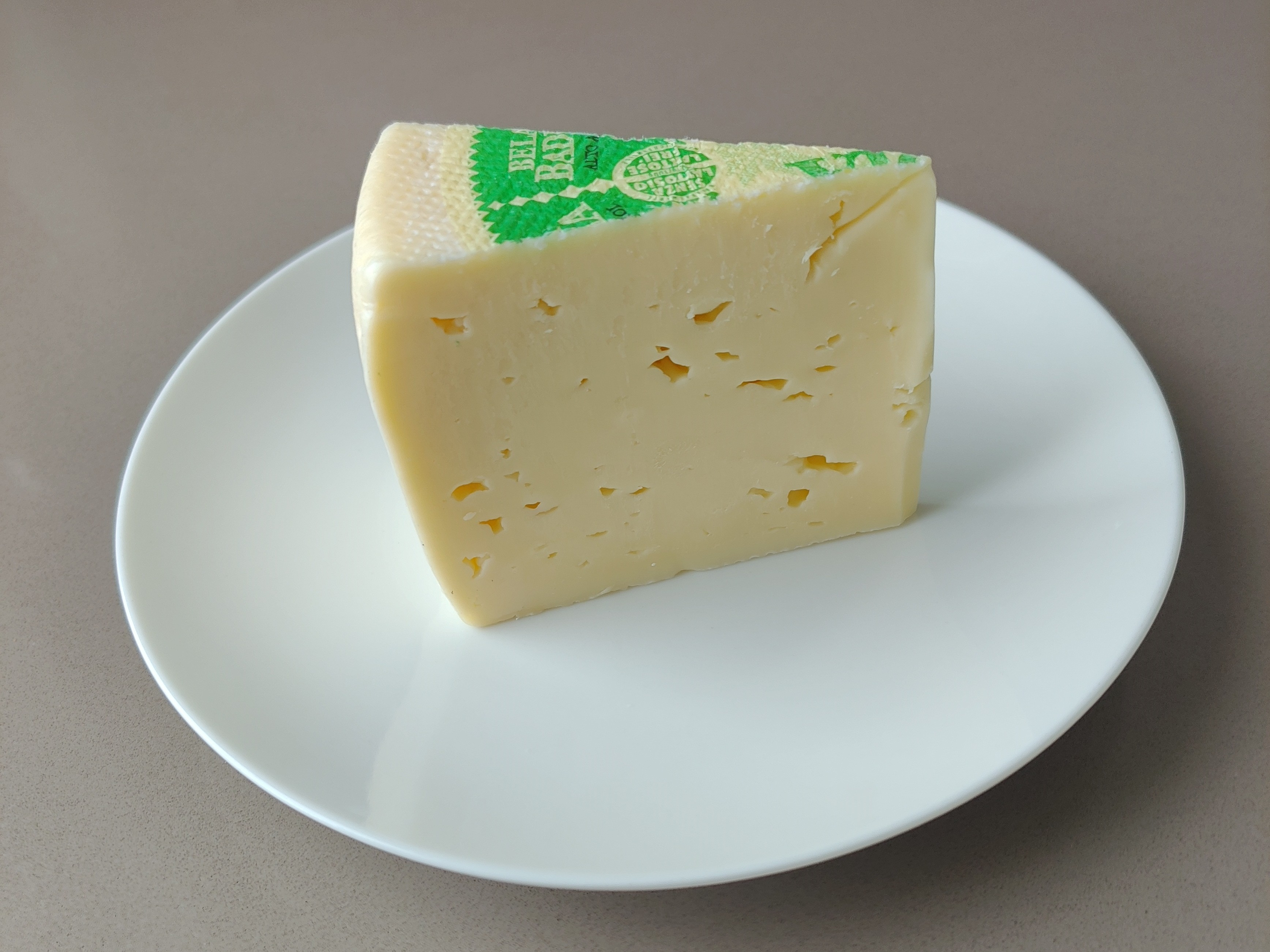
Bela Badia

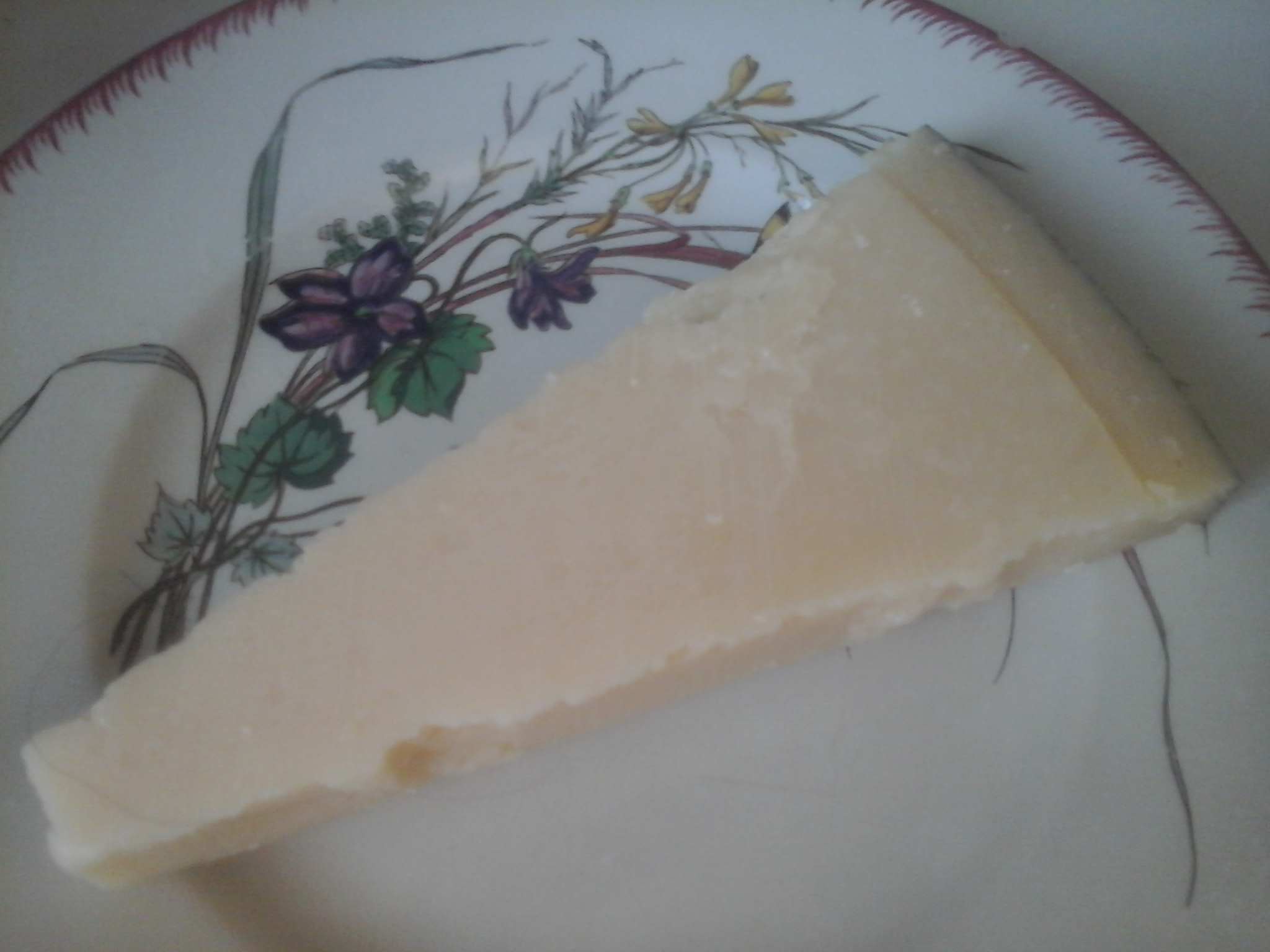
Bella Lodi

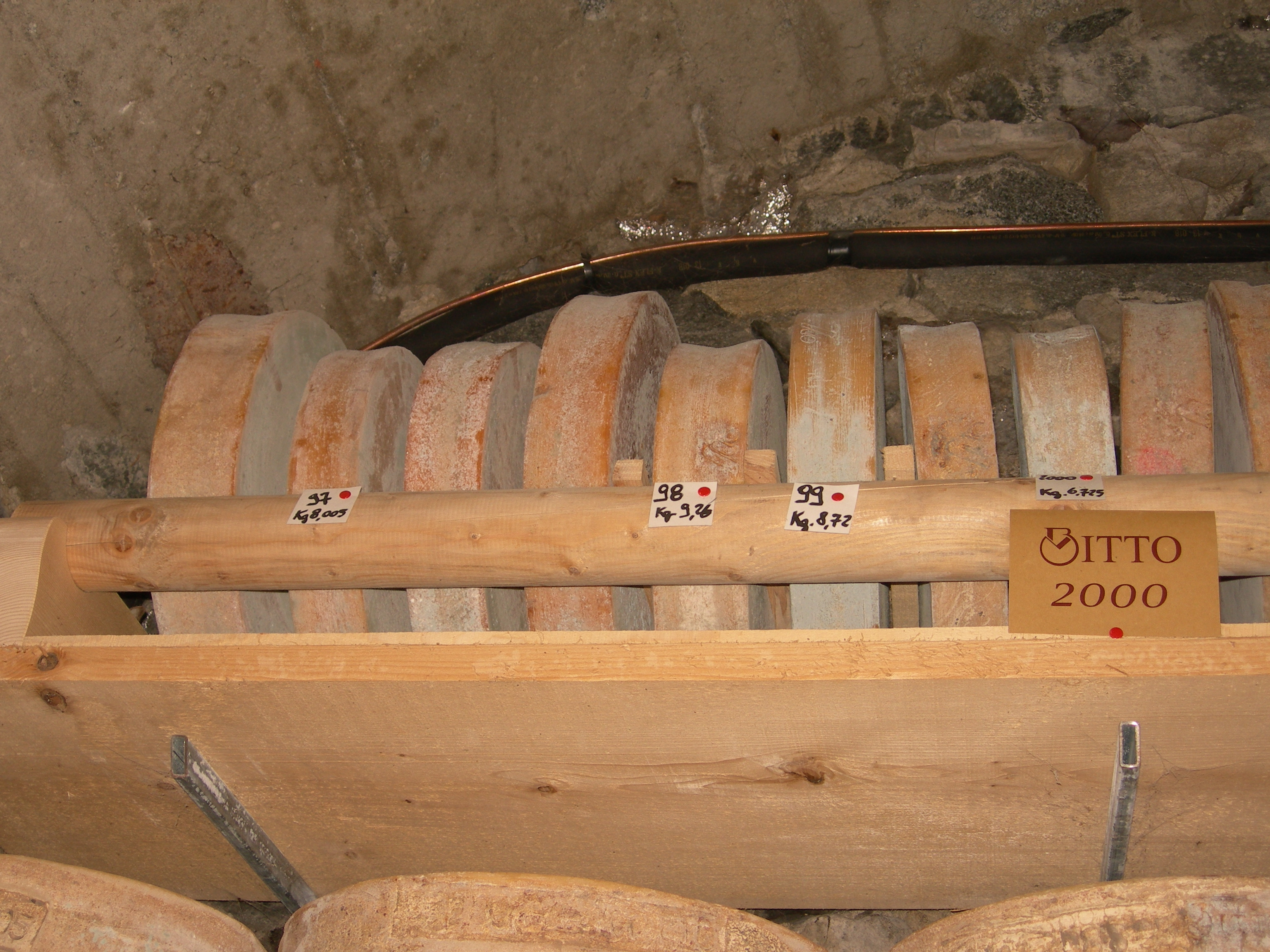
Bitto

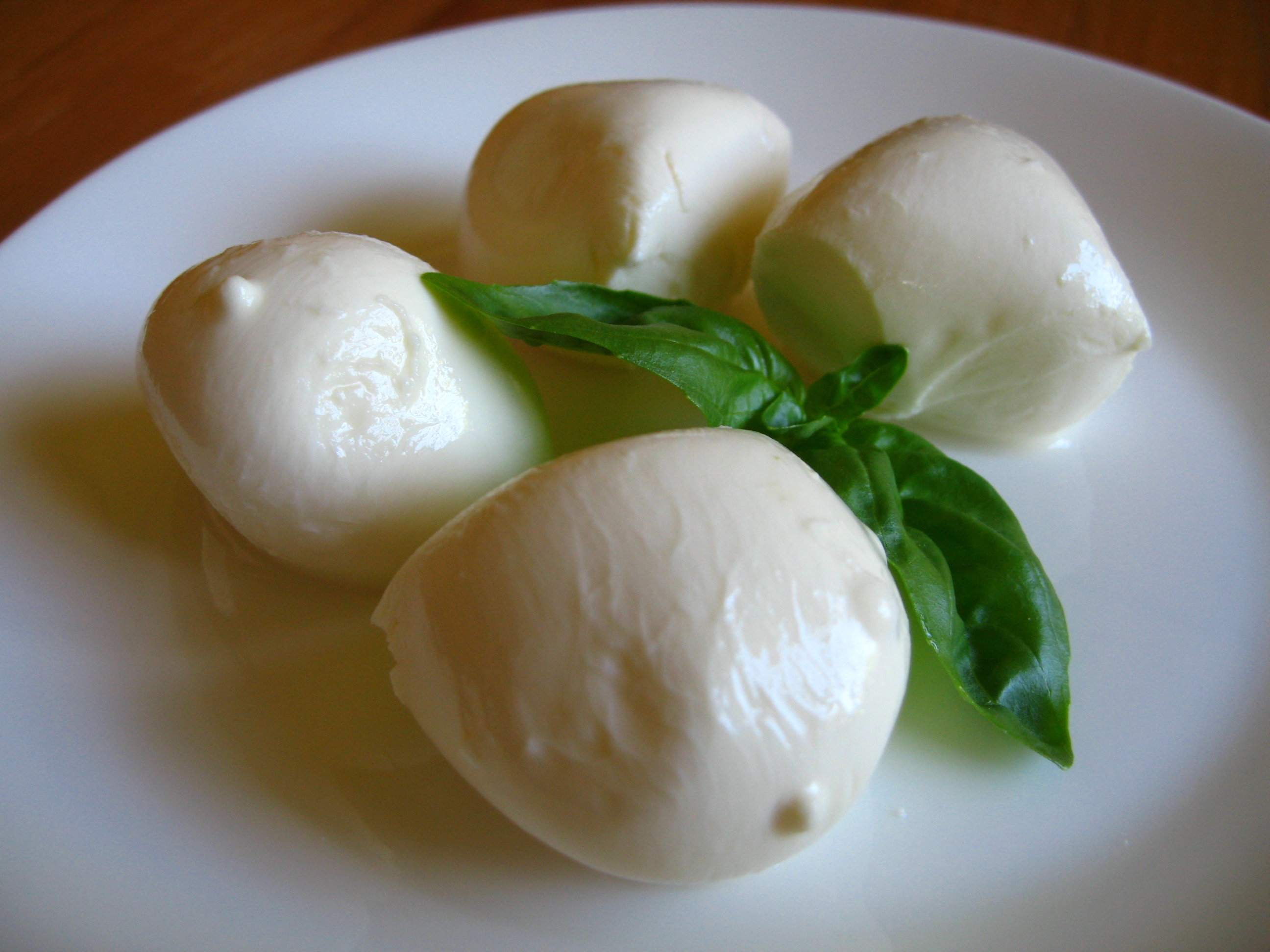
Bocconcini alla panna di bufala

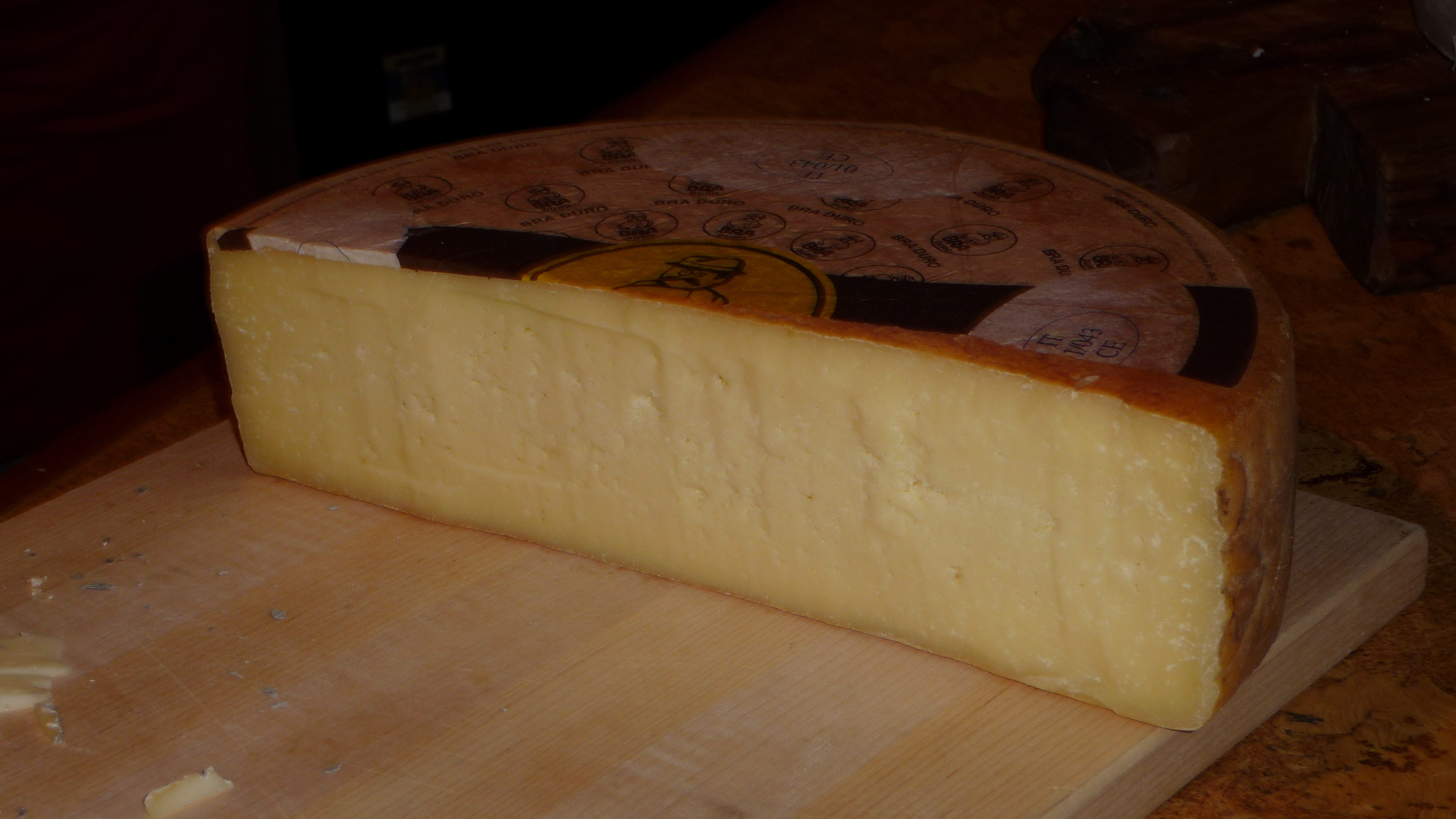
Bra

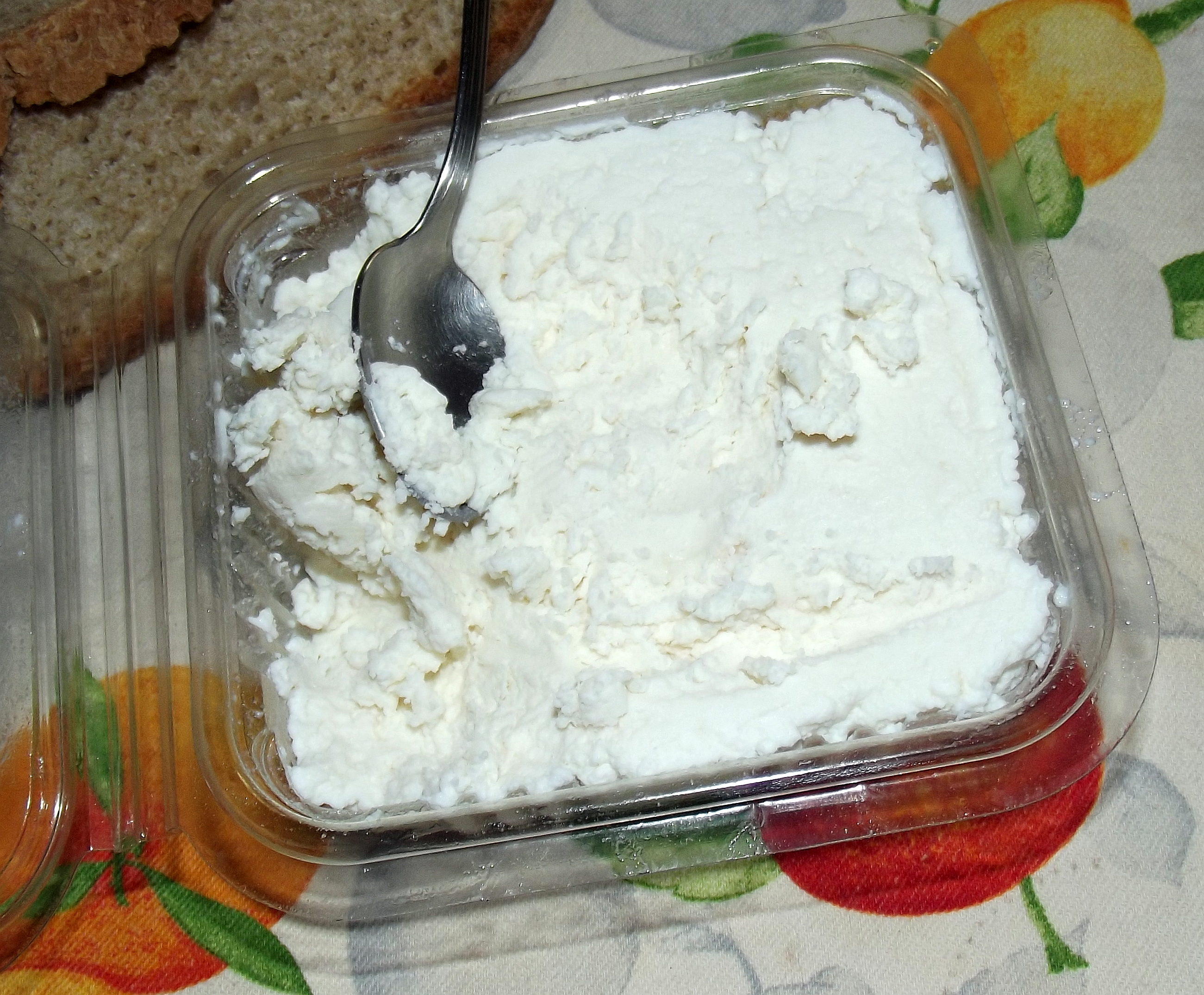
Bruss

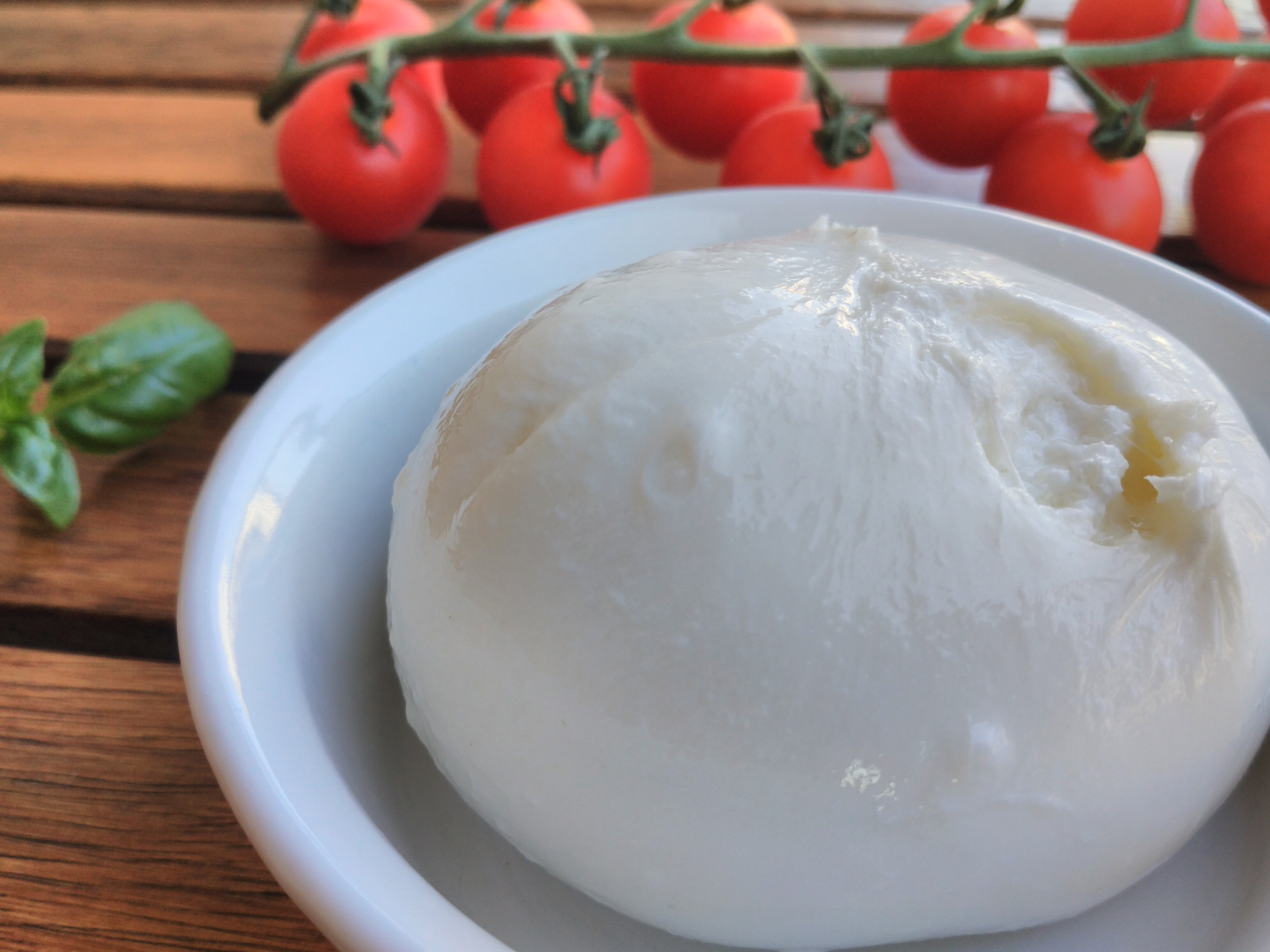
Burrata

- Bagòss o Bagoss (Bagolino, Provincia di Brescia, Lombardia)[12][13]
- Baita friuli vielli (Friuli-Venezia Giulia)
- Baricot
- Bastardo del Grappa (Monte Grappa, Veneto)[14]
- Bauernkäse (Alto Adige)[15]
- Bebè di Sorrento (Campania)[16]
- Beddo (Piemonte)[17]
- Bedura
- Begiunn (Piemonte)[18][19]
- Bela Badia (Brunico, Alto Adige)[20]
- Belicino (Sicilia)[21]
- Bella Lodi (Lodi, Lombardia)[22]
- Belmonte (Lombardia)
- Bel Paese (Lombardia)
- Bettelmatt (Piemonte)[23]
- Bergkäse
- Bernardo (Lombardia)
- Biancospino (formaggio)Biancospino
- Bianco Verde (Rovereto, Trentino)[24]
- Bitto (DOP; Valtellina, Sondrio e Bergamo, Lombardia)
  - Bitto d'alpe (DOP)
  - Bitto Valtellina (DOP)
- Bleu d'Aoste (Valle d'Aosta)
  - Blu Alpi Cozzie
  - Blu antico
  - Blu del Lago Maggiore
  - Blu del Moncenisio (Moncenisio, Piemonte)
  - Blu del Moncenisio d'alpeggio
  - Blu del Monviso
  - Blu di montagna
  - Blu Val Chiusella
- Bocconcini (Napoli, Campania); latte vaccino o bufalino 
  - Bocconcini alla panna di bufala[25]
- Bonassai
- Bonrus (Piemonte)
- Bormino (Lombardia)
- Boscatella di Fiavé (Fiavé, Trento)
- Boschetto al Tartufo[26]
- Boves (Piemonte)
- Bra (DOP ;Piemonte)
  - Bra d'alpeggio
  - Bra duro
  - Bra tenero
- Branzi (Alta Val Brembana, Lombardia)
- Brebidor (Sardegna)[27]
- Brebiblu (Sardegna)[28][29]
- Brescianella
- Brichetto tartufo
- Brie
- Brocciu
- Bros, Bross o Brös (Langhe, Piemonte)
- Brossa (Valle d'Aosta)
- Bruss (Piemonte)
  - Bruss da latte
  - Bruss di ricotta
  - Bruss delle Langhe (Langhe, Piemonte)
  - Bruss di Castelmagno (Piemonte)
  - Bruss di Frabosa (Piemonte)
- Bruz (Piemonte)
  - Bruz d'Murazzan (Piemonte)
  - Bruz d'Murazzanivan
- Bruzzu
- Budino di capra con uvetta e vin santo
- Buflona
- Burrata (Campania, Puglia, Basilicata)
  - Burrata delle Murge (Murge, Puglia)
  - Burrata di bufala (Napoli, Campania)[30]
- Burrell
- Burrino (Calabria, Campania, Molise e Basilicata)
  - Burrino di bufala (Napoli, Campania)
  - Burrino farcito con soppressata (Basilicata)
  - Burrino in corteccia (Campania)
- Busche
- Buttiro (Calabria)
- Butterkäse (Lagundo, Alto Adige)

### C
- Cachât (Piemonte)
- Cacio (Abruzzo, Sicilia)
- Cacio in forma di limone (Marche)
  - Cacio di fossa
  - Cacio di vacca bianca (Abruzzo)

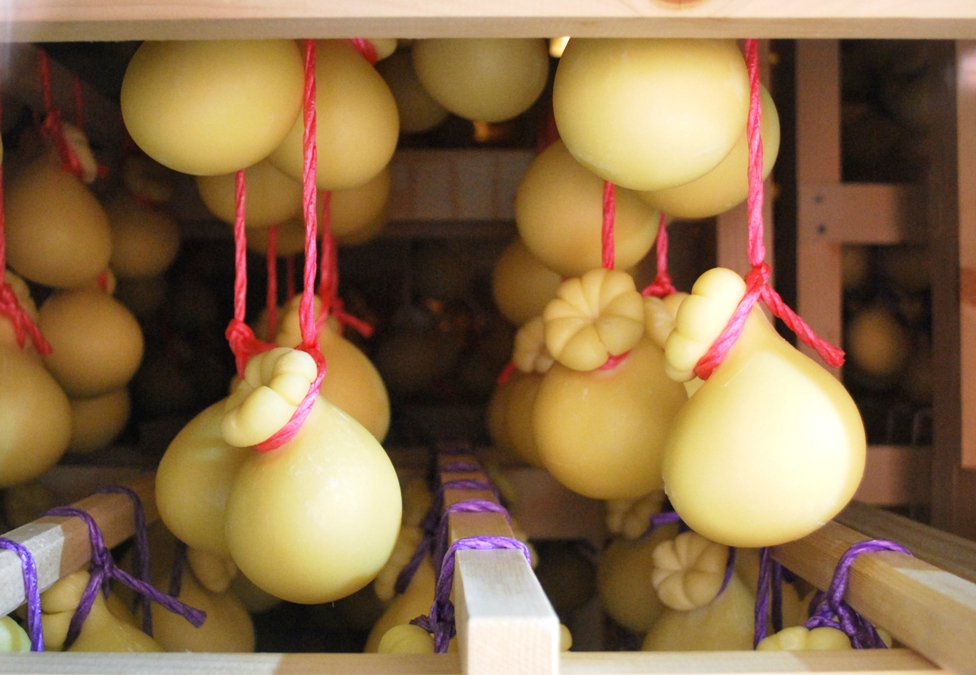
Caciocavallo

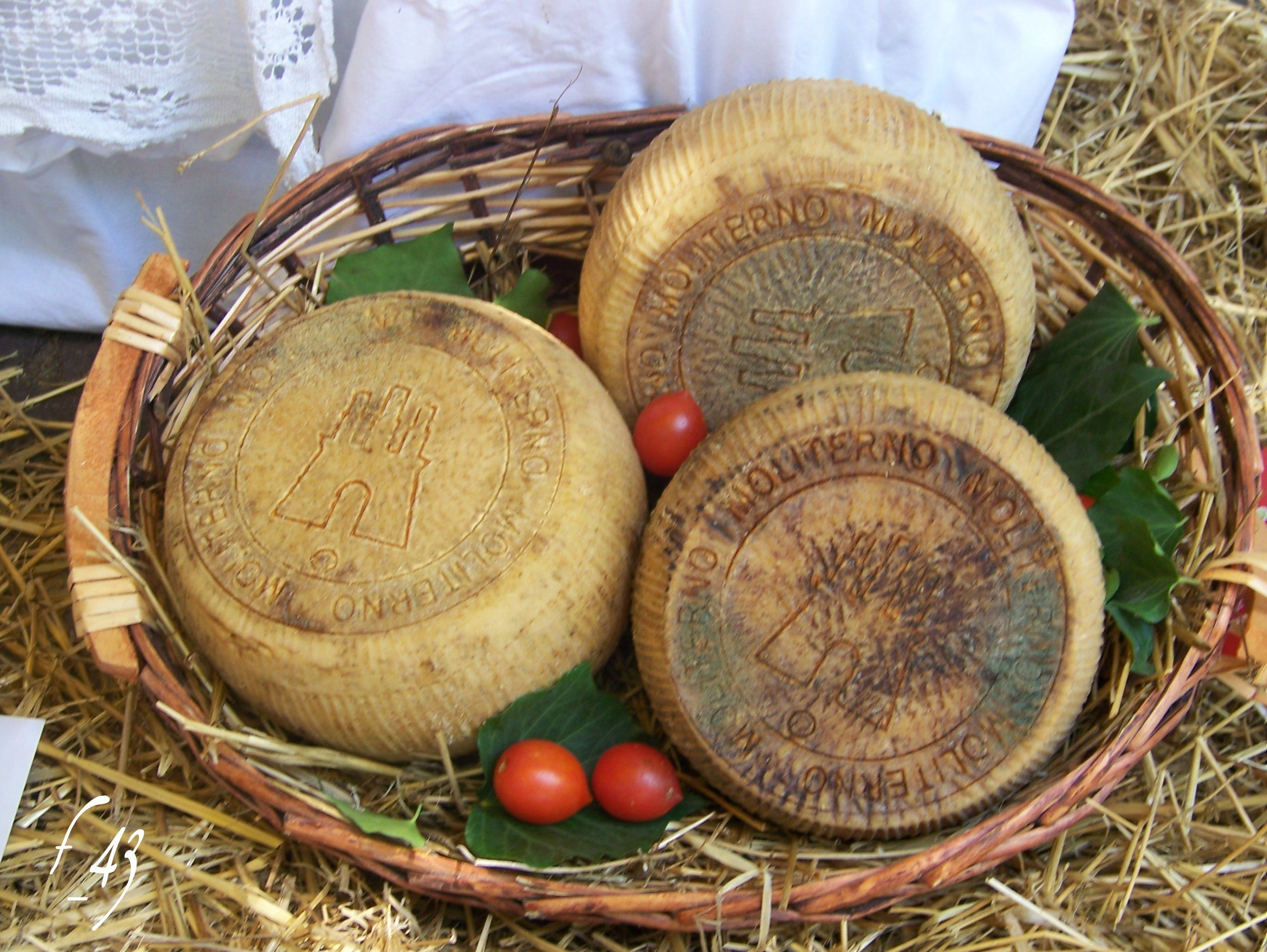
Canestrato di Moliterno

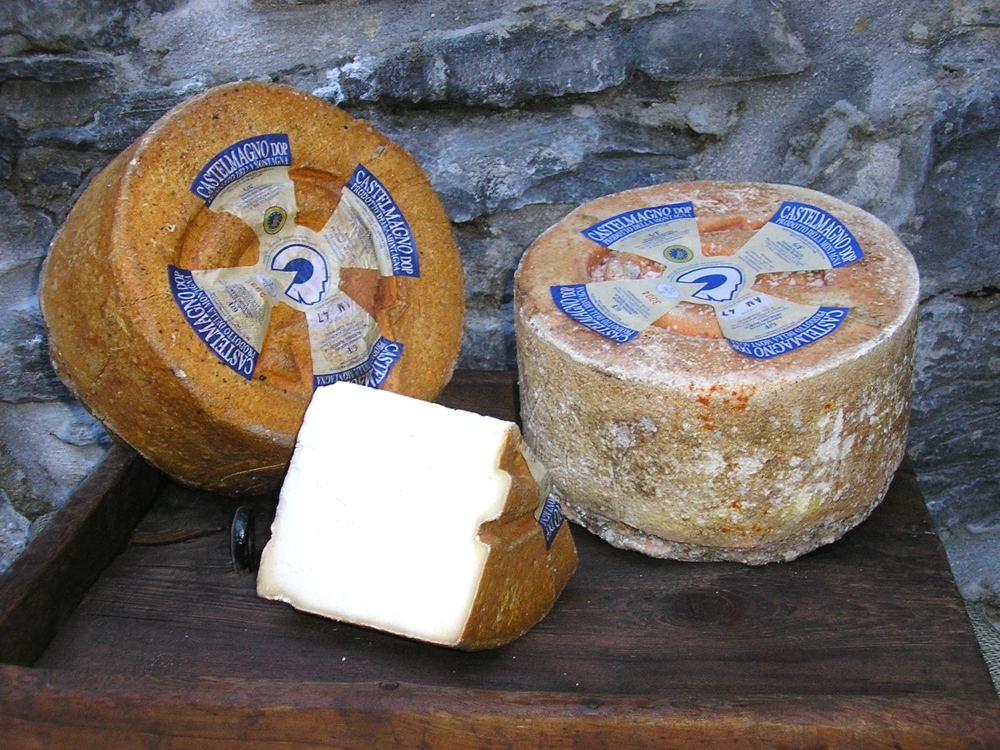
Castelmagno

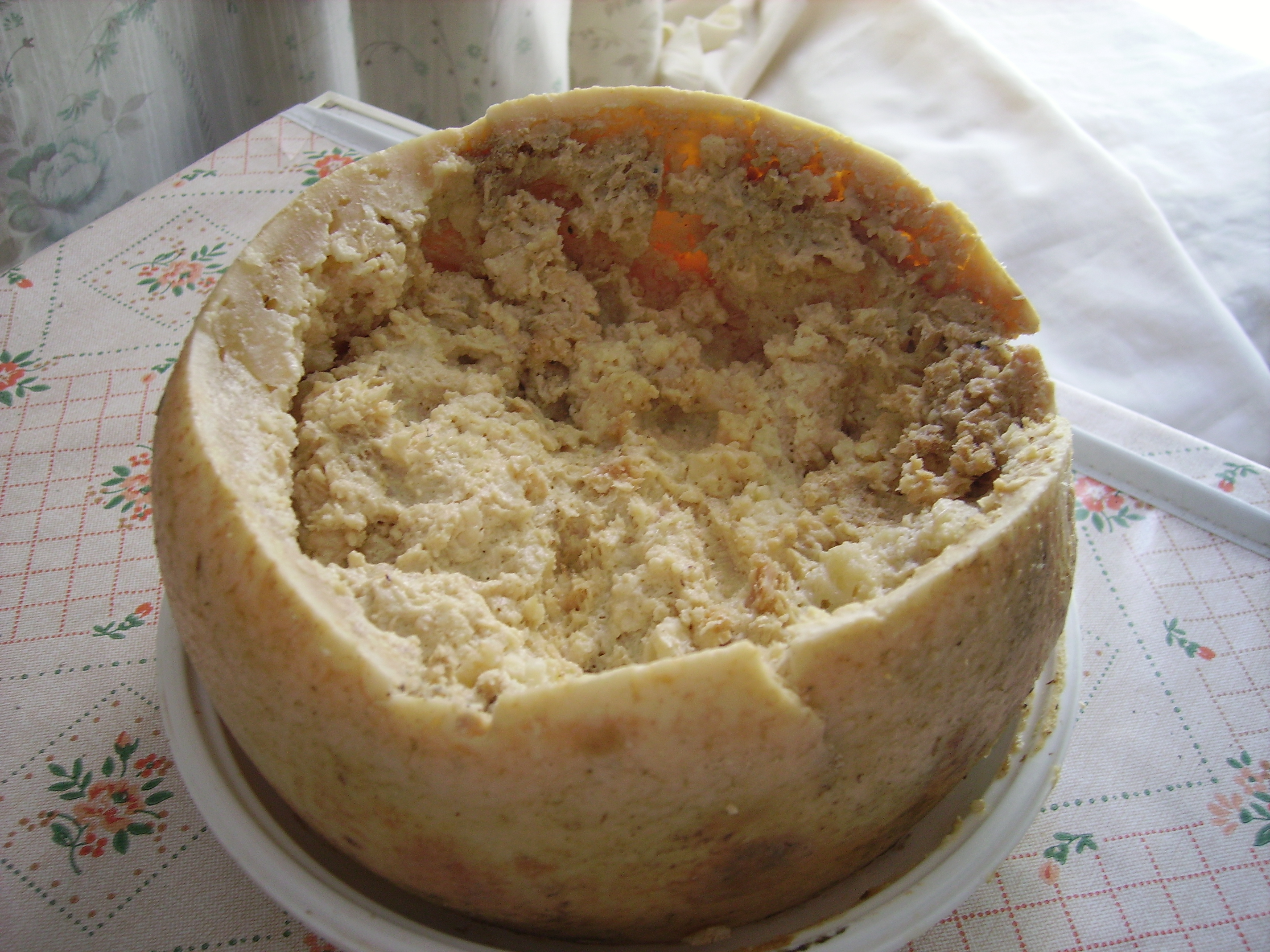
Casu marzu

  - Cacio figurato (Nebrodi, Messina e Palermo, Sicilia)
  - Cacio magno (Lazio)
    - Cacioi magno alle erbe

  - Cacio marcetto (Abruzzo)
  - Cacio ubriaco
- Caciocavallo (Campania, Calabria, Puglia, Basilicata, Molise, Lazio e Sicilia)
  - Caciocavallo abruzzese (Abruzzo)
  - Caciocavallo affumicato (Campania)
  - Caciocavallo del monaco (Campania)
  - Caciocavallo di bufala (Campania)
  - Caciocavallo di Castelfranco in Misciano (Campania)
  - Caciocavallo di Cimina (Calabria)
  - Caciocavallo di Godrano
  - Caciocavallo farcito (Campania)
  - Caciocavallo podolico (Gargano, Puglia, Campania)
    - Caciocavallo podolico campano (Campania)
    - Caciocavallo podolico picentino

  - Caciocavallo ragusano (DOP; Sicilia)
  - Caciocavallo Silano (DOP; Sud Italia)
- Caciocotto (Basilicata)
- Caciofiore aquilano (Abruzzo)
- Cacioforte (Campania)
- Cacioreale (Lombardia)
- Cacioricotta (Abruzzo, Campania, Puglia, Calabria e Basilicata)
  - Cacioricotta campana (Campania)
  - Cacioricotta di bufala (Campania)
  - Cacioricotta di capra cilentina (Cilento, Campania)
  - Cacioricotta fresca (Lazio)
  - Cacioricotta lucano (Basilicata, Puglia e Campania)
  - Cacioricotta pugliese (Puglia)
- Caciotta (Centro Italia)
  - Caciotta al peperoncino (Campania)
  - Caciotta amiatina (Toscana)
  - Caciotta calabra (Calabria)
  - Caciotta caprina
  - Caciotta della Lunigiana (Toscana)
  - Caciotta misto pecora
  - Caciotta degli Elimi
  - Caciotta dei Monti della Laga (Lazio)
  - Caciotta del Montefeltro (Marche)
  - Caciotta del Monte Lazzarina (Emilia-Romagna)
  - Caciotta di Montemauro (Emilia-Romagna)
  - Caciotta della sabina (Lazio)
  - Caciotta di Asiago (Veneto)
  - Caciotta di Brugnato
  - Caciotta di latte caprino
  - Caciotta Manzone
  - Caciotta di Norcia
  - Caciotta di pecora
  - Caciotta genuina romana (Lazio)
  - Caciotta mista della Tuscia
  - Caciotta di bufala (Lazio)
    - Caciotta di bufala pontina (Lazio)

  - Caciotta sarda (Sardegna)
  - Caciotta senese (Siena, Toscana)
  - Caciotta toscana (Toscana)
  - Caciotta vaccina frentana
- Caciottina (Campania)
  - Caciottina di bufala di Amaseno
    - Caciottina di bufala di Amaseno aromatizzata

  - Caciottina canestrata di Sorrento (Sorrento, Napoli, Campania)
- Caciotto di cirella di plati (Calabria)
- Cadolet di capra (Val Camonica, Lombardia)
- Cafone
- Calcagno
- Callu de cabreddu
- Camasciano
- Canestrato (Trentino, Puglia, Calabria, Basilicata e Sicilia)
  - Canestrato crotonese (Crotone, Calabria)
  - Canestrato d'Aspromonte (Calabria)
  - Canestrato di Moliterno (Basilicata)
  - Canestrato pugliese (DOP; Foggia, Puglia)
  - Canestrato siciliano (Sicilia)
  - Canestrato trentino (Trentino)
  - Canestrato vacchino (Sicilia)
- Candela di Langa
- Cansiglio (Provincia di Belluno, Veneto, e Provincia di Pordenone, Friuli-Venezia Giulia)
- Cappello del mago
- Cappuccetto rosso
- Capretta
- Capridor
- Caprini bergamaschi (Bergamo, Lombardia)
- Caprino (Piemonte, Lombardia, Veneto, Trentino, Friuli-Venezia Giulia, Marche, Campania e Calabria)
  - Caprino a coagulazione lattica e presamica (Lombardia)
  - Caprino al lattice di fico (Marche)
  - Caprino al pepe di Bagnolo (Piemonte)
  - Caprino bicchierino
  - Caprino da grattugia
  - Caprino dell'Aspromonte (Calabria)
  - Caprino degli Alburni (Campania)
  - Caprino della Carnia pasta dura e pasta morbida (Carnia, Provincia di Udine, Friuli-Venezia Giulia)
  - Caprino della Limina (Calabria)
  - Caprino della Val Brevenna
  - Caprino della Val Vigesso
  - Caprino di Baceno (Piemonte)
  - Caprino di Cavalese
  - Caprino di Demonte (Piemonte)
  - Caprino di malga delle Alpi Marittime (Provincia di Cuneo, Piemonte)
  - Caprino di Montefalcone del Sannio
  - Caprino di Rimella (Piemonte)
  - Caprino di Urbino (Marche)
  - Caprino francese
  - Caprino fresco (Abruzzo e Veneto)
    - Caprino fresco veneto (Veneto)

  - Caprino lattico piemontese (Piemonte)
  - Caprino lombardo (Lombardia)
  - Caprino ossolano (Piemonte)
  - Caprino presamico piemontese (Piemonte)
  - Caprino spazzacamino
  - Caprino stagionato (Campania e Basilicata)
  - Caprino trentino (Trentino)
  - Caprino vaccino (Lombardia)
  - Caprino Valle (Piemonte)
  - Caprino valsesiano
- Capriola
- Capritilla
- Capuceto rosso
- Carboncino
- Carletta-Tometta cremosa di pecora
- Carlina- Robiola di pura capra
- Carmasciano
- Carnia (Carnia, Provincia di Udine, Friuli-Venezia Giulia)
- Casale de Elva (Provincia di Cuneo, Piemonte)
- Casalina
- Casareccio di Goretto
- Casât gardesano
- Casatella (Emilia-Romagna e Veneto)
  - Casatella romagnola (Romagna, Emilia-Romagna)
  - Casatella trevigiana (Provincia di Treviso, Veneto)
- Casatta (Lombardia)
  - Casatta nostrana di Corteno Golgi (Lombardia)
- Cascio pecorino lievito (Marche)
- Casciotta d'Urbino (DOP; Provincia di Pesaro e Urbino, Marche)
- Casel bellunese (Provincia di Belluno, Veneto)
- Casera (Lombardia)
  - Casera Crotto (Lombardia)
  - Casera giovane Valtellina (Lombardia)
  - Casera uso monte (Lombardia)
- Casieddu di Moliterno (Basilicata)
- Casiello (Basilicata)
- Casizolu
  - Casizolu di pecora
- Caso
  - Caso conzato (Campania)
  - Caso di Elva (Provincia di Cuneo, Piemonte)
  - Caso peruto (Campania)
- Casolèt (Lombardia, Trentino)
  - Casolèt della Val di Sole (Trentino)
- Casoretta (Lombardia)
- Cassatella
- Castel Ariund (Alpes-Maritimes, Provincia di Cuneo, Piemonte)
- Castelmagno (DOP; Provincia di Cuneo, Piemonte)
- Castelrosso
- Casu (Sardegna)
  - Casu axedu o Frue
  - Casu cundhidu
  - Casu de cabreddu
  - Casu friscu
  - Casu marzu
  - Casu modde
  - Casu spiattatu
- Cavrin o Cevrin di Coazze (Piemonte)
- Cesio
- Chabri stagionato
- Charbonet
- Cherz (Veneto)
- Ciabutin
- Cimbro
- Cingherlino o Zincarlin (Lombardia)
- Cofanetto
- Comelico
- Conciato romano (Lazio)
- Contrin
- Cosacavaddu ibleo (Sicilia)
- Costa d'Oro
- Crava
- Crema
  - Crema del Friuli (Friuli-Venezia Giulia)
  - Crema del cuc (Friuli-Venezia Giulia)
  - Crema di Fobello capra
- Crescenza (Lombardia e Emilia-Romagna)
- Crosta di pane
- Crottino al tartufo
- Crucolo (Trentino)
- Crutin (Piemonte)
- Cuc (Friuli-Venezia Giulia)
- Cuincir (Friuli-Venezia Giulia)
- Cuor
  - Cuor di neve
  - Cuor di valle (Lombardia)
- Cuoricino Pagina
- Cusiè (Piemonte)

### D
- Darraghetto di Viareggio (Viareggio, Toscana)
- Degli Albanesi (Calabria)
- Del Colle
- Delizia del Colle
- Devero
- Dolce Isola Misto
- Dolcelatte
- Dolce sardo (Sardegna)
- Dolcezza d'Asiago (Veneto)
- Dolomiti (Trentino)
- D'ora ligure (Liguria)
- Due latti- Quadrotta delle Langhe (Piemonte)

### E
- - Erborinato di Artavaggio (Lombardia)
  - Erborinato di capra
  - Erborinato di monte
  - Erborinato di pecora delle Alpi Cozie
- Ericino
- Escarun di pecora (Piemonte)

### F
- Falagnone (Basilicata)
- Fallone di Gravina (Puglia)
- Farci-Provola (Calabria)

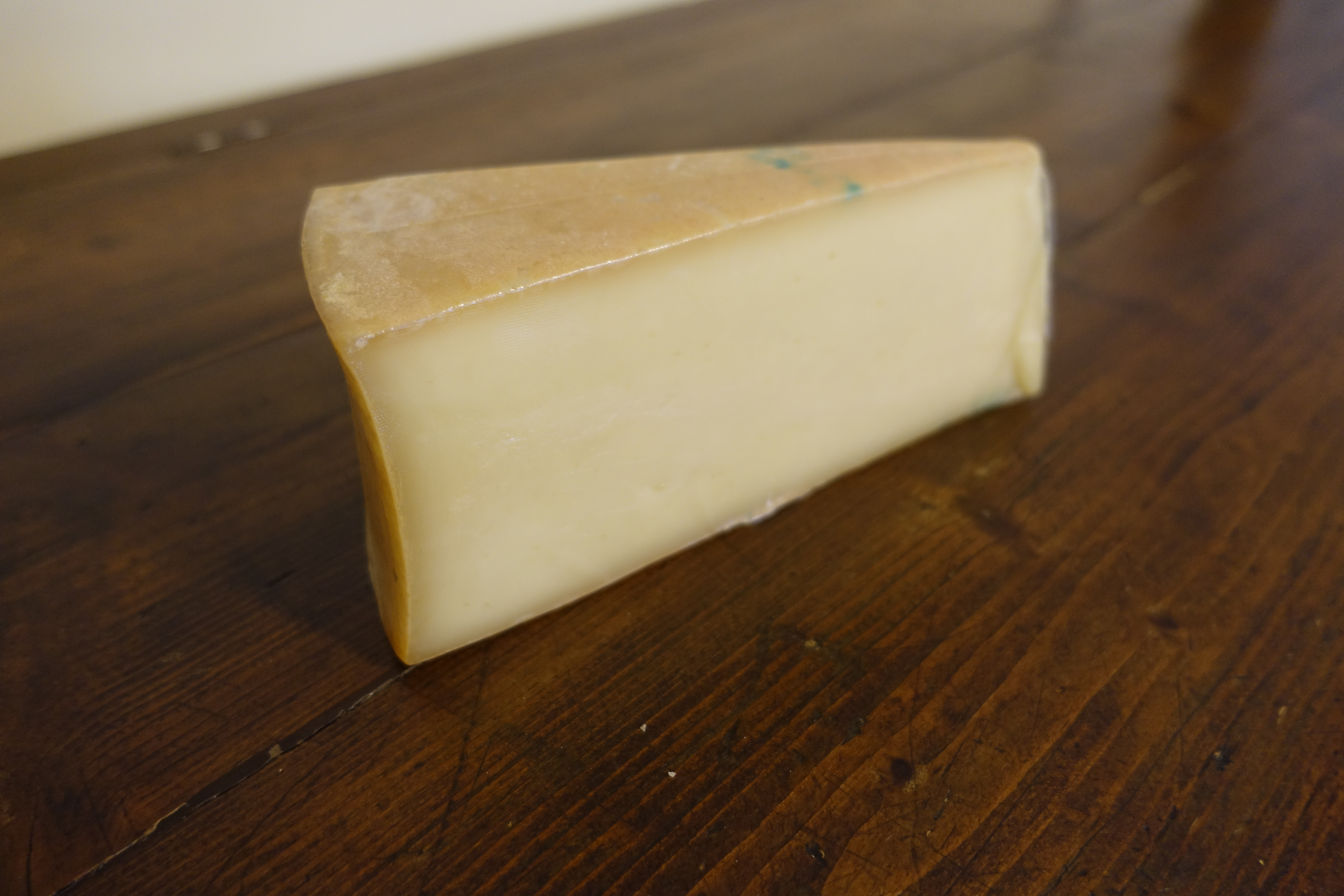
Fontina

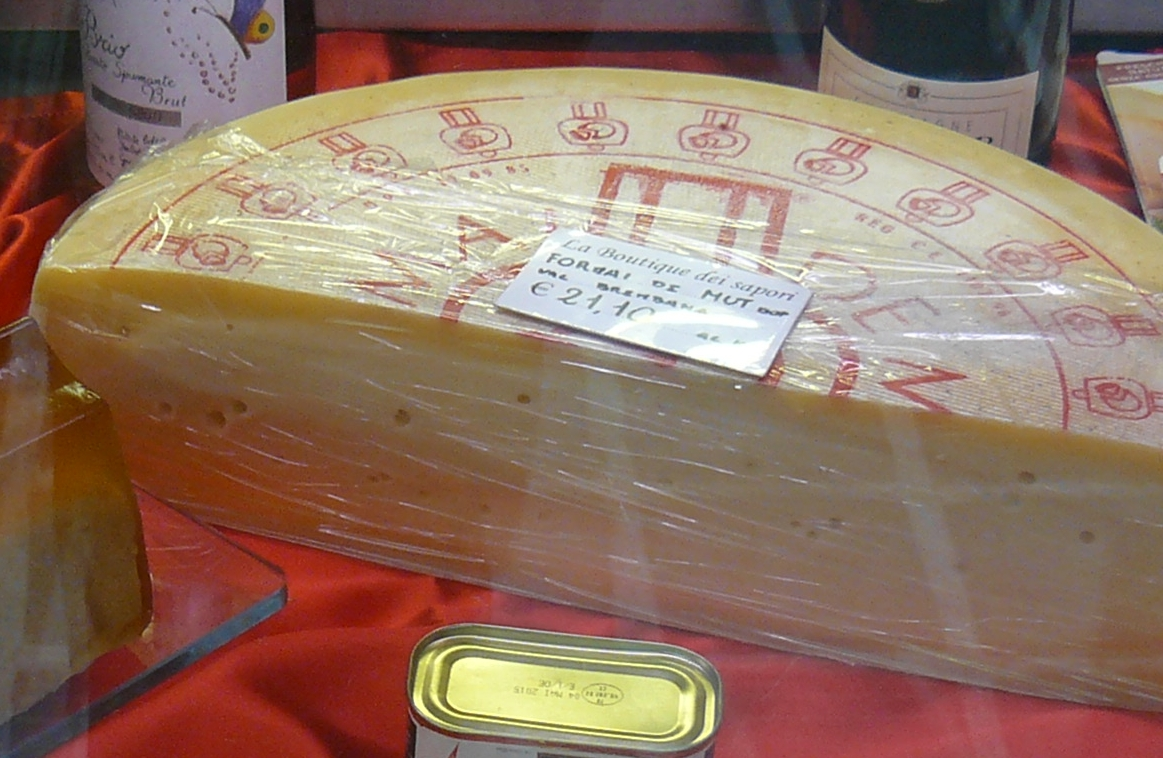
Formai de Mut dell'Alta Valle Brembana

- Fatuli della Val Saviore (Lombardia)
- Felciata di Calabria (Calabria)
- Fiacco di capra
- Fior
  - Fior di campo
  - Fior di latte (Campania, Basilicata, Lazio)
  - Fior di latte campano (Campania)
  - Fior di latte laziale (Lazio)
  - Fior di monte
- Fiordivalle
- Fiore
  - Fiore sardo (DOP; Sardegna)
  - Fiore sicano
- Fioreta
- Fiorone della Valsassina (Lombardia)
- Fiuri (Lombardia)
- Fiurit (Lombardia)
- Flors
  - Flors (Friuli-Venezia Giulia)
- Fodom
- Fonduta (Valle d'Aosta, Piemonte)
  - Fonduta savoiarda (Piemonte)
- Fontal (Trentino)
  - Fontal Fiavé (Trentino)
- Fontina (DOP; Valle d'Aosta)
- Formadi
  - Formadi Frant (Friuli-Venezia Giulia)
  - Formadi Salat (Friuli-Venezia Giulia)
- Formaggella (Piemonte, Lombardia), (Abruzzo)
  - Formaggella del bec (Lombardia)
  - Formaggella del Luinese (Lombardia)
  - Formaggella del Sannio (Abruzzo)
  - Formaggella dell'Adamello
  - Formaggella della Val Brembana (Lombardia)
  - Formaggella della Val Camonica (Lombardia)
  - Formaggella della Val di Sabbia (Lombardia)
  - Formaggella della Val di Scalve (Lombardia)
  - Formaggella della Val Seriana (Lombardia)
  - Formaggella della Val Trompia (Lombardia)
  - Formaggella di caglio (Lombardia)
  - Formaggella tremosine (Lombardia)
  - Formaggella uso monte (Lombardia)
  - Formaggella Valcavallina
- Formaggello spazzacamino
- Formaggetta (Liguria)
  - Formaggetta della Valle Argentina
  - Formaggetta di Bonassola
  - Formaggetta di mucca
  - Formaggetta di Stella San Giovanni
  - Formaggetta savonese
- Formaggi e ricota di Stazo (Abruzzo)
- Formaggina (Lombardia)
- Formaggio
  - Formaggio a crosta rossa
  - Formaggio agordino di malga
  - Formaggio Alta Pusteria (Alto Adige)
  - Formaggio bastardo del Grappa
  - Formaggio caprino d'alpeggio
  - Formaggio caprino del Cilento (Campania)
  - Formaggio caprino della Limina (Calabria)
- Formaggio caprino morbido (Friuli-Venezia Giulia)
  - Formaggio coi vermi (Lombardia)
  - Formaggio d'alpe (Piemonte) (Lombardia)
    - Formaggio d'alpe grasso (Lombardia)
    - Formaggio d'alpe misto (Lombardia)

  - Formaggio d'alpeggio di Troia
  - Formaggio da spalmare (Campania)
  - Formaggio dei Zaccuni o pecorino misto (Basilicata)
  - Formaggio del buongustaio (Abruzzo)
  - Formaggio del Cit o Formai dal Cit (Val Tramontina, Pordenone, Friuli-Venezia Giulia)
  - Formaggio del gleno (Lombardia)
  - Formaggio del fieno
  - Formaggio del monte (Alto Adige)
  - Formaggio delle Langhe « Trifulìn » (Langhe, Piemonte)
  - Formaggio di capra
    - Formaggio di capra a pasta fresca (Basilicata)
    - Formaggio di capra a pasta molle (Valle d'Aosta)
    - Formaggio di capra di Calabria (Calabria)
    - Formaggio di capra siciliana (Sicilia)

  - Formaggio di "caso" (Piemonte)
  - Formaggio di colostro ovino
  - Formaggio di fossa (DOP; Emilia-Romagna e Marche)
  - Formaggio di grotta (Valle del Natisone, Udine, Friuli-Venezia Giulia)
  - Formaggio di grotta o Jamar (Carso, Trieste, Friuli-Venezia Giulia)
  - Formaggio di malga dei setti comuni
  - Formaggio di Menconico
  - Formaggio di montagna di Sesto
  - Formaggio di montagna friulano (Friuli Venezia-Giulia)
  - Formaggio di pecora o capra a pasta pressata (Valle d'Aosta)
  - Formaggio di Santo Stefano di Quisquina
  - Formaggio in crema (Piemonte)
  - Formaggio pecorino di Atri
  - Formaggio Piave
  - Formaggio pressato (Lombardia)
  - Formaggio puntato o marcetto (Abruzzo)
  - Formaggio salato o Asino (Carnia, Udine e Val d'Arzino, Pordenone, Friuli Venezia-Giulia)
  - Formaggio saltarello (Friuli-Venezia Giulia)
  - Formaggio semigrasso d'alpe (Lombardia)
  - Formaggio ubriaco (Friuli-Venezia Giulia)
  - Formaggio Val Seriana
- Formaggiola caprina (Emilia-Romagna)
- Formaggiu ri capra
- Formai
  - Formai de Livign (Lombardia)
  - Formai de mut
    - Formai de mut dell'Alta Valle Brembana (DOP; Lombardia)
- Formaio embriago (Veneto)
- Formazza
- Formella del Friuli (Friuli-Venezia Giulia)
- Frachet (Piemonte)
- Fresa
- Frico balacia (Friuli-Venezia Giulia)
- Friulano (Friuli-Venezia Giulia)
- Fromadzo (DOP; Valle d'Aosta)
- Frue
- Furmàcc del Feén
- Furmaggitt di Montevecchia (Lombardia)
- Furmaggiu du quagliu
- Furmai
  - Furmai del sieur Mario (Lombardia)
  - Furmai magher (Lombardia)
  - Furmai marçèt

### G
- Galbanino
- Garda tremosine (Lombardia)
- Giacobin de Zena (DOP)
- Giganti (Basilicata)
- Giglio sardo (Sardegna)
- Gineprino
- Gingherlino (Lombardia)
- Gioda
- Gioddu
- Giuncà (Piemonte)
- Giuncata

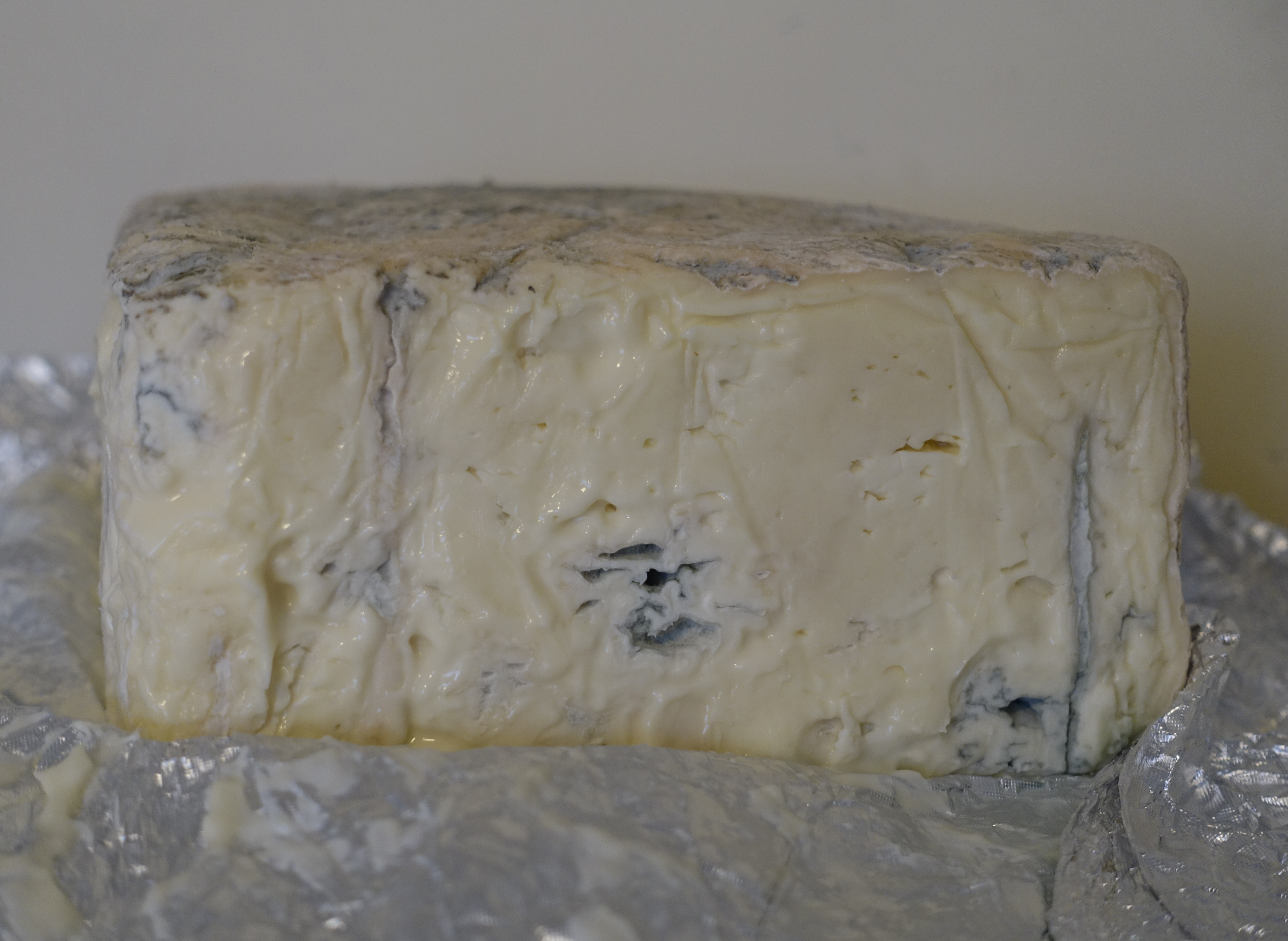
Gorgonzola

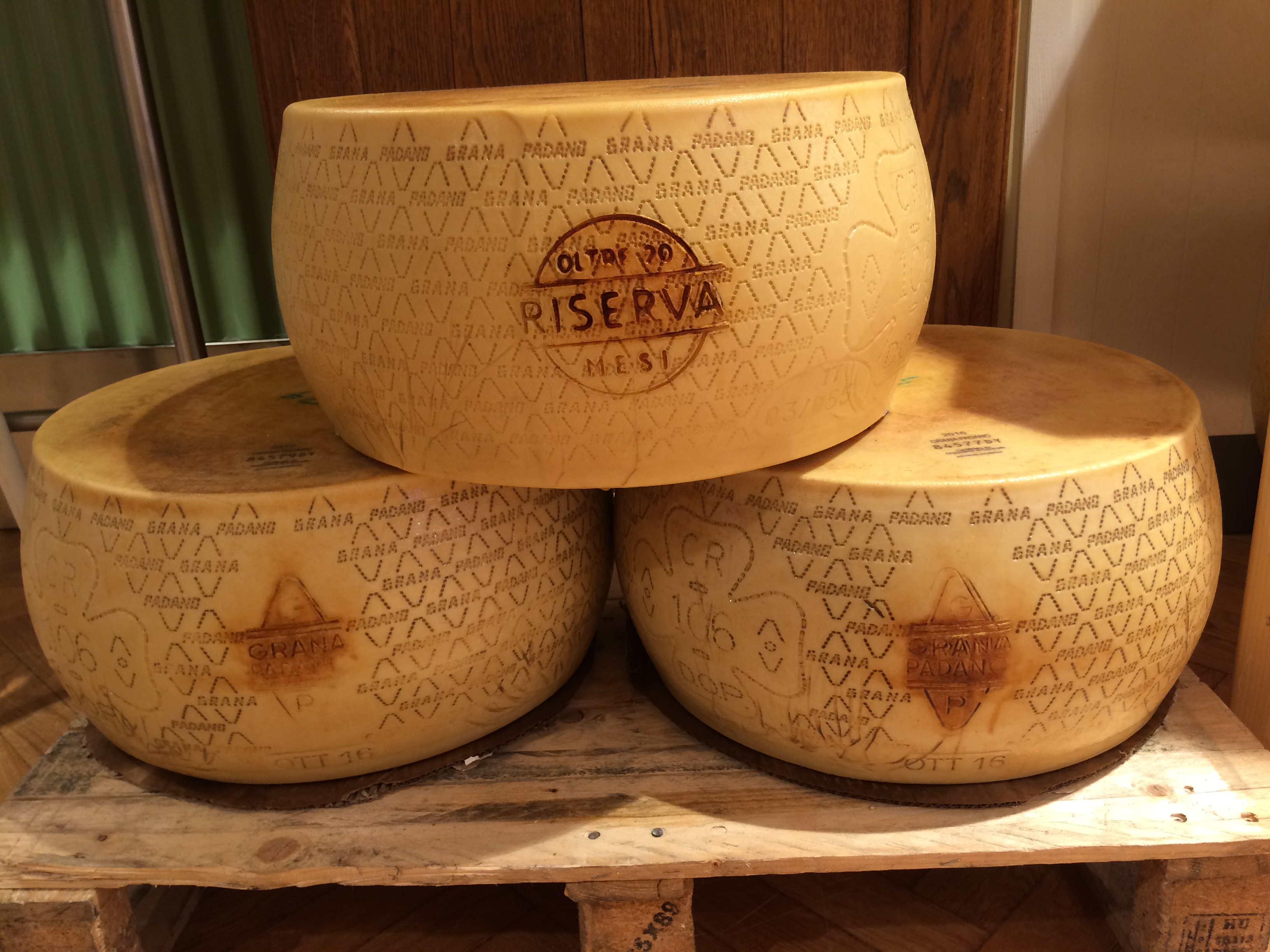
Grana Padano

  - Giuncata Abruzzese o sprisciocca (Abruzzo)
  - Giuncata calabra (Calabria)
    - Giuncata di capra calabra (Calabria)
- Giuncatella (Abruzzo)
- Gorga Ciccarrelli di Viareggio (Viareggio, Toscana)
- Gorgonzola (DOP; Piemonte, Lombardia)
  - Gorgonzola a due paste (Lombardia)
  - Gorgonzola con la coda (Lombardia)
  - Gorgonzola bresciano (Brescia, Lombardia)
  - Gorgonzola dolce (DOP; Piemonte, Lombardia)
  - Gorgonzola tipo piccante
  - Gorgonzola tipo piccante 200 giorni
  - Gorgonzola 300 giorni
- Gran cacio di Morolo
- Grana (Piemonte, Lombardia, Veneto, Emilia-Romagna, Trentino, Calabria)
  - Grana Calabriase (Calabria)
  - Grana padano (DOP; Emilia-Romagna, Piemonte, Lombardia, Veneto)
  - Grana trentino (Trentino)
  - Gran Sardo (Sardegna)
- Grande vecchio di Montefollonico
- Granone lodigiano (Lodi, Lombardia)
- Grappino
- Grasso d'alpe (Piemonte)
- Graukäse (Alto Adige)
  - Graukäse della Valle Aurina (Alto Adige)
- Gresal (Veneto)
- Groviera La Leonessa
- Guttus di pecora grossetano

### H
- Hoamatkas (Trentino-Alto Adige)
- Hochpustertaler (Dobbiaco, Alto Adige)

### I
- Inca volata
- Incanestrato foggiono di Castel Monte
- Inticina (Alto Adige)
- Ircano (Sardegna)
- Italico (Provincia di Lodi e Provincia di Pavia, Lombardia)

### J
- Jasperino lombardo (Lombardia)

### K
- Kiba torinese (Provincia di Torino, Piemonte)

### L
- Lacarian
- La Castana
- La Res
- Latteria (Lombardia, Friuli-Venezia Giulia)
  - Latteria delebio (Lombardia)
  - Latteria del Friuli (Cividale del Friuli, Sant'Andrea, Carnia Alto But, Provincia di Udine, Friuli-Venezia Giulia)
  - Latteria di Fagagna (Fagagna, Colli Occidentali, Provincia di Udine, Friuli-Venezia Giulia)
  - Latteria del Carso (Provincia di Trieste, Friuli-Venezia Giulia)
  - Latteria della Valtellina (Livigno, Valtellina, Provincia di Sondrio, Lombardia)
- Liptauer triestino (Provincia di Trieste, Friuli-Venezia Giulia)

### M

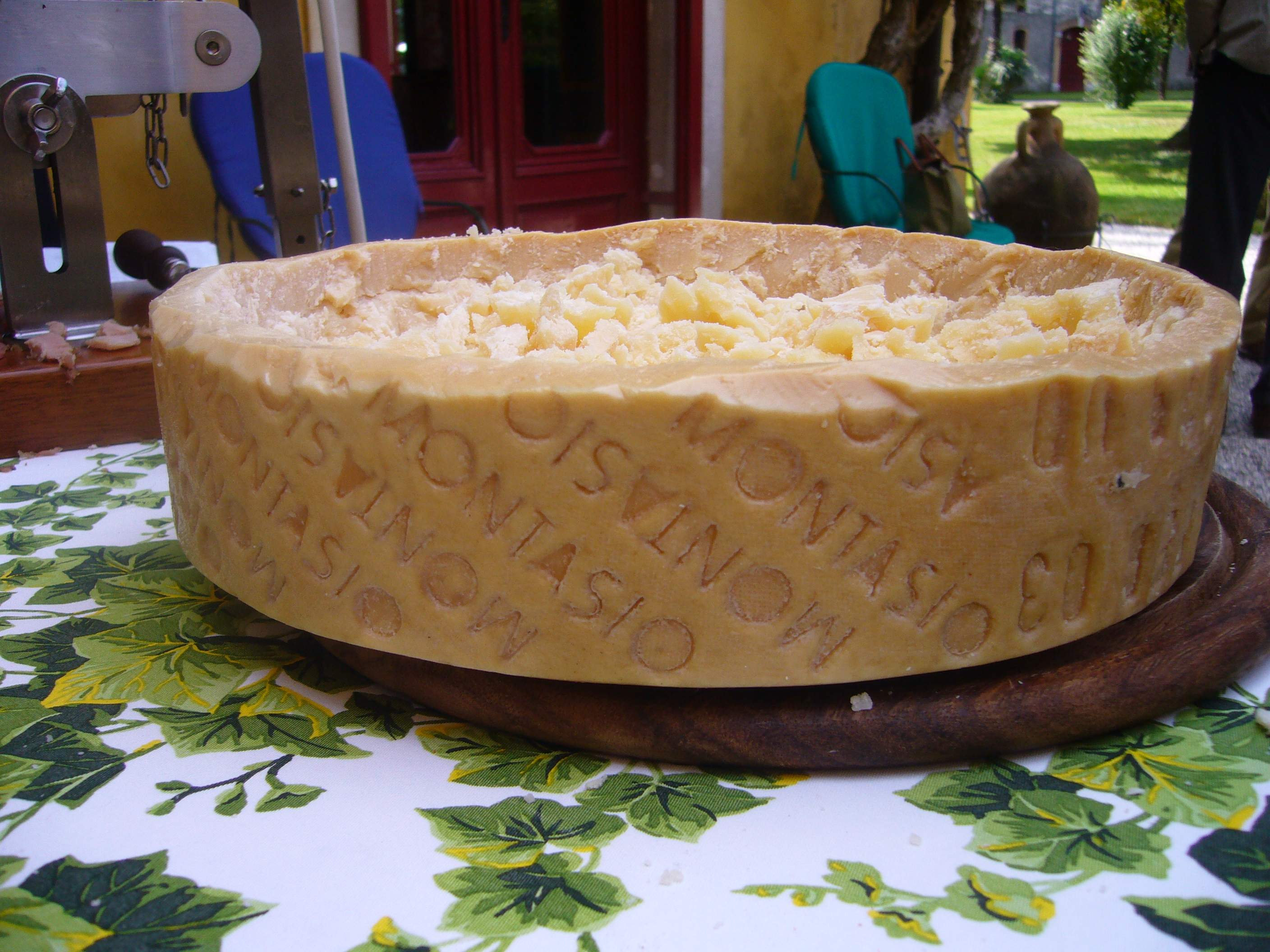
Montasio

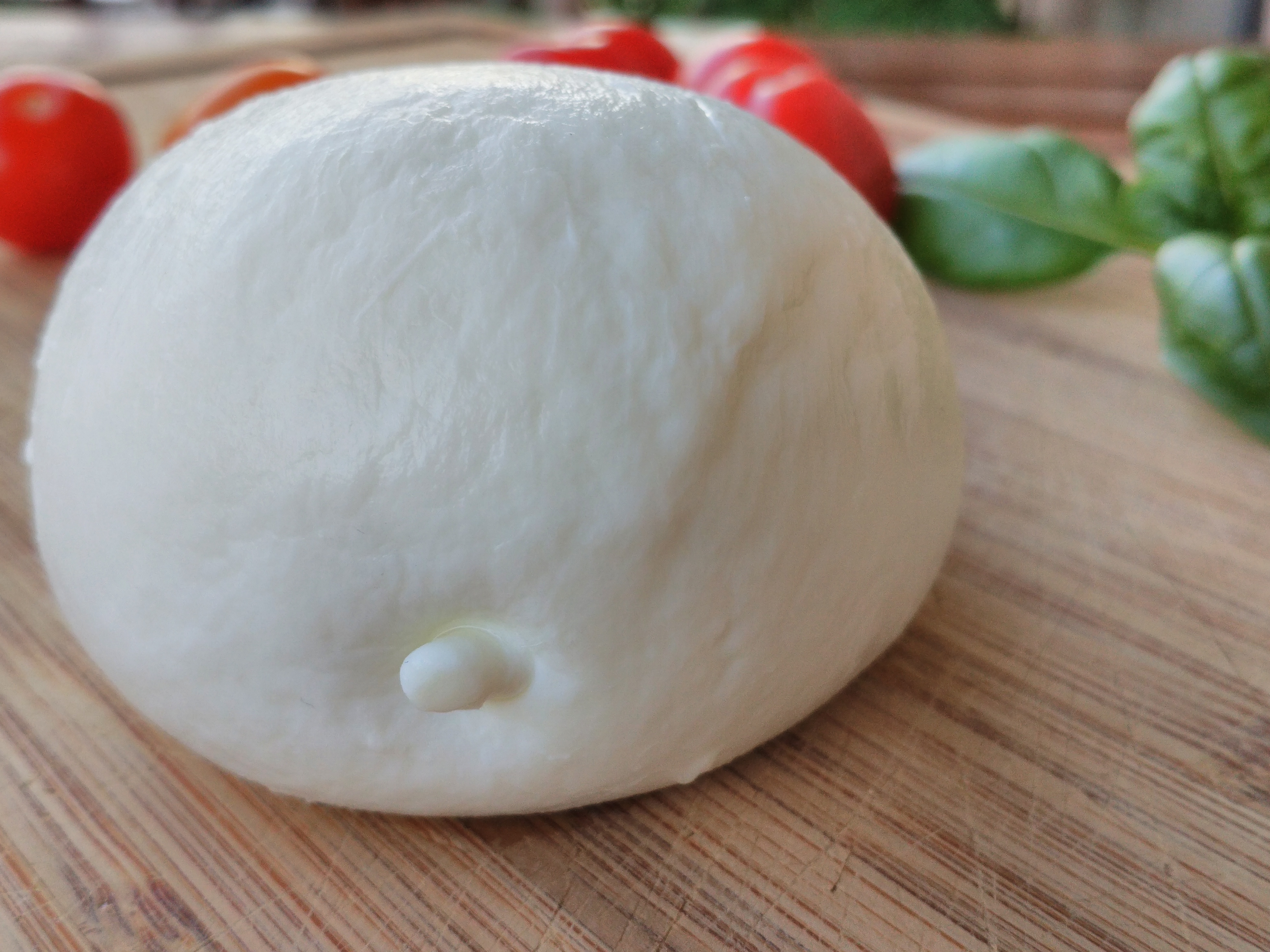
Mozzarella

- Maccagno, Toma Maccagno o Macagn (Piemonte)
  - Maccagno biellese (Biella, Piemonte)
- Madonie Provola (Madonies, Palermo, Sicilia)
- Maioc-Magnocca (Lombardia)
  - Magnocca gordana (Lombardia)
- Magnùn (Piemonte)
- Magro o Furmai magher (Lombardia, Piemonte)
  - Magro di latteria (Lombardia)
  - Magro di piatta (Piemonte)
- Maioc-Magnocca (Lombardia)
- Maiorchino
  - Maiorchino di Novara di Sicilia (Sicilia)
- Malga (Friuli-Venezia Giulia, Veneto, Lombardia, Trentino-Alto Adige)
  - Malga altopina o dei sette comuni
  - Malga bellunese (Provincia di Belluno, Veneto)
  - Malga Fane
  - Malga stagionato nelle vinacce
  - Malga Stelvio (Lombardia e Alto Adige)
  - Malga o Ugovizza (Val Canale Tarvisiano, Provincia di Udine, Friuli-Venezia Giulia)
  - Malga della Carnia (Carnia, Udine, Friuli-Venezia Giulia)
- Manteca (Basilicata, Campania)
  - Manteca basilicata
  - Manteca campana
  - Manteca del Cilento
- Mantecata (Campania)
- Maria Provolone di Potenza (Basilicata)
- Marzolina
- Marzolino
  - Marzolino del Chianti (Toscana)
  - Marzolino di Lucardo
- Marzotica (Provincia di Lecce, Puglia)
- Mascarpa
- Mascarpin (Lombardia)
  - Mascarpin de la Calza (Lombardia)
- Mascarpone (Piemonte, Lombardia, Campania)
  - Mascarpone di bufala (Campania)
    - Mascarpone di bufala di Battipaglia (Campania)

  - Mascarpone torta
- Mastela
- Mattone o Zeigel
- Mattonella al rosmarino (Lombardia)
- Matusc o Magro di Latteria (Lombardia)
- Mezzapasta (Piemonte)
- Millefoglie all'aceto balsamico/marzemino
- Misto
  - Misto capra
    - Misto capra di Malga

  - Misto pecora fresco dei Berici
- Moesin di Fregona
- Mollana della Val Borbera
- Moncenisio o Murianengo (Piemonte)
- Montagna
- Montanello o Caciotta dolce
- Montasio friulano e veneto (DOP; Provincia di Pordenone e Provincia di Udine, Friuli-Venezia Giulia e Veneto orientale)
- Mont Blanc
  - Mont Blanc pepe
- Monte Baldo o Monte Baldo primo fiore
- Montébore (Alessandria, Piemonte)
- Monte delle Dolomiti
- Montegranero
- Monte Veronese di malga (DOP; Veneto)
  - Monte Veronese Ubriaco all'Amarone (Veneto)
- Morello
- Morlâc
- Morlacco, Morlacco di Grappa o Burlacco (Monte Grappa, Veneto)
- Mortaràt (Provincia di Biella, Piemonte)
  - Mortaràt Ciambella all'aglio
  - Mortaràt Ciambella aromatica
  - Mortaràt Maccagnetta alle erbe
  - Mortaràt Maccagnetta alle noci
  - Mortaràt Mattonella al rosmarino
  - Mortarât Ostrica di montagna
- Mortrett o Murtret
- Moteli (Lombardia)
- Motta
- Mottolina o Bettelmatt (Piemonte)
- Mottolino
- Mozzarella (Campania, Puglia, Calabria, Basilicata e Lazio meridionale)
  - Mozzarella di Bufala Campana (DOP; Campania, Latina e Frosinone, Lazio)
  - Mozzarella lucana (Basilicata)
  - Mozzarella nella mortella (Campania)
  - Mozzarella silana (Calabria)
- Murazzano (DOP; Piemonte)
- Murianengo o Moncenisio (Piemonte)
- Mursin
- Murtarat
- Musulupu (Calabria)

### N
- Nevegal
- Nis (Lombardia)
- Nisso (Lombardia)
- Nocciolino di ceva
- Nostrale d'alpe (Piemonte)
- Nostranello mandello
- Nostrano (Piemonte, Lombardia, Trentino)
  - Nostrano d'alpe (Piemonte)
  - Nostrano de casèl (Trentino)
  - Nostrano della Val di Fassa (Trentino)
  - Nostrano del primiero (Trentino)
  - Nostrano di Costalta
  - Nostrano di Crodo (Piemonte)
  - Nostrano di latteria (Piemonte)
  - Nostrano di malga trentino (Trentino)
  - Nostrano Fiavé
  - Nostrano grasso (Lombardia)
  - Nostrano misto capra (Trentino)
  - Nostrano prealpino
  - Nostrano semigrasso (Trentino e Lombardia)
  - Nostrano valchiese (Trentino)
  - Nostrano Valtrompia (DOP)
- Nusnetto bresciano (Provincia di Brescia, Lombardia)

### O
- Ormea (Piemonte)
- Orrengigo di Pistoia (Pistoia, Toscana)
- Ortler (Alto Adige)
- Ostrica di montagna (Provincia di Biella, Piemonte)
- Ossolano d'alpe (Piemonte)

### P
- Paddaccio (Calabria)
- Paddraccio (Basilicata)
- Padduni
- Paglierina (Piemonte)
  - Paglierina appassita (Piemonte)

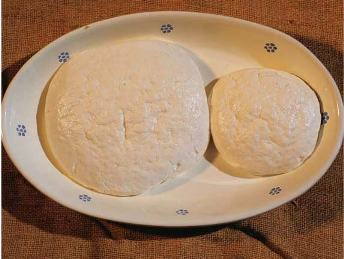
Paddraccio

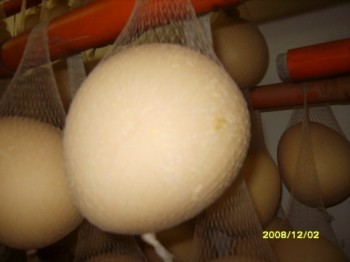
Pallone di Gravina

Parmigiano Reggiano

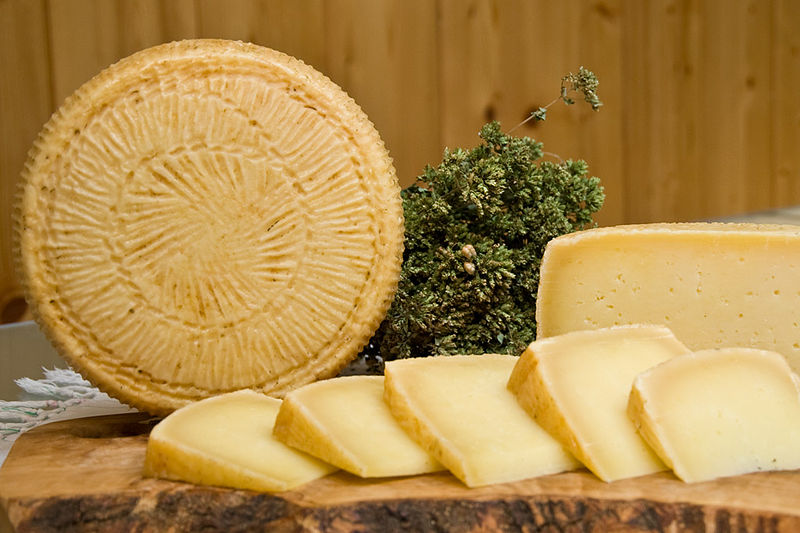
Pecorino di Filiano

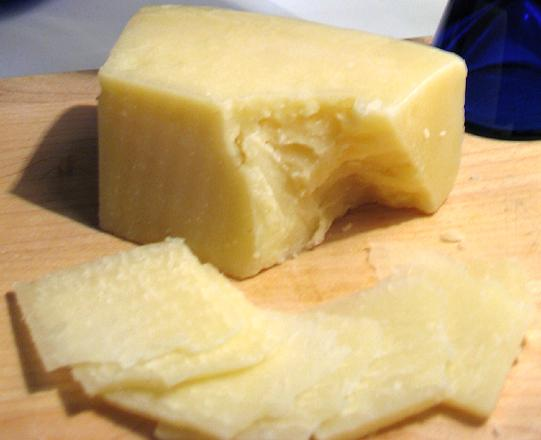
Pecorino Romano

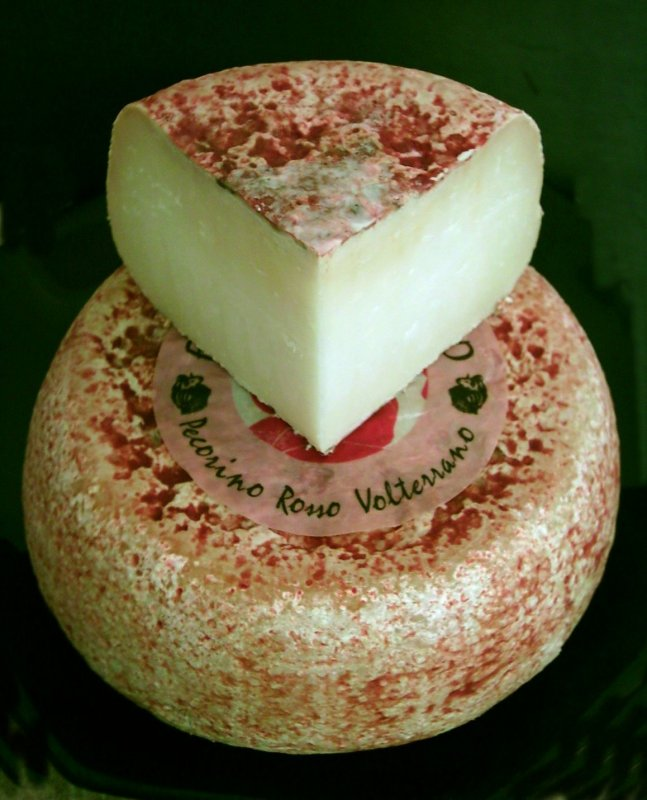
Pecorino rosso volterrano

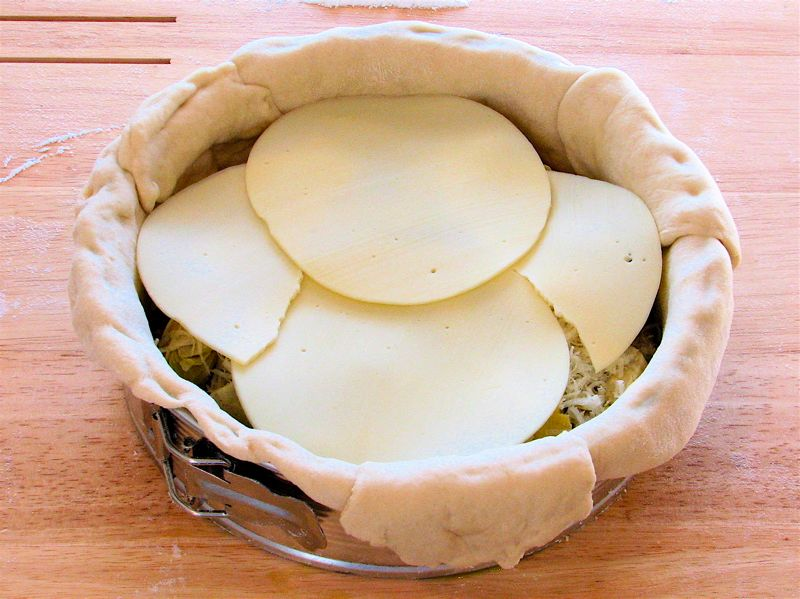
Provolone

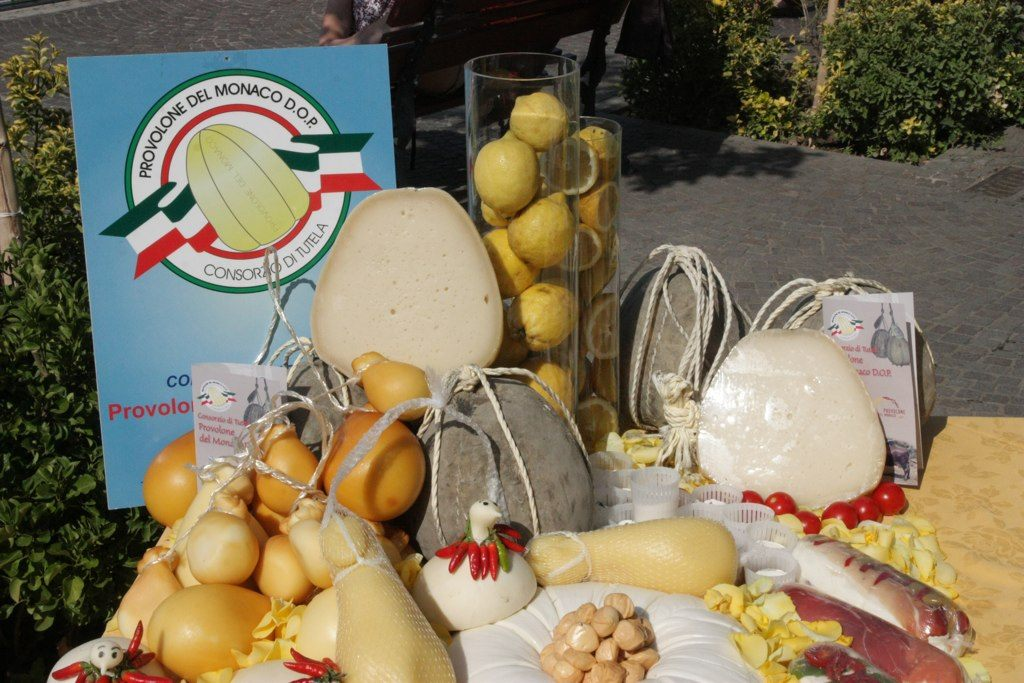
Assortimento di Provolone del Monaco.

  - Paglierina di rifreddo (Piemonte)
- Paglietta piemontese (Piemonte)
  - Paglietta delle Langhe (Langhe, Piemonte)
- Pallone di Gravina (Puglia e Basilicata)
- Pampanella (Abruzzo)
- Pancette (Basilicata)
- Pannarello
- Pannerone lodigiano (Lodi, Lombardia)
- Parmigiano Reggiano (DOP; Emilia-Romagna, Lombardia)
- Pastore
- Pastorella del Cerreto di Sorano
- Pastorino (Friuli-Venezia Giulia)
- Pecora
- Pecoricco (Puglia)
- Pecorini (Calabria)
- Pecorino (tutto il territorio)
  - Pecorino a crosta fiorita
  - Pecorino baccellone
  - Pecorino bagnolese (Piemonte)
  - Pecorino brigante (Sardegna)
  - Pecorino brindisino (Brindisi, Puglia)
  - Pecorino campano (Campania)
  - Pecorino carmasciano (Campania)
  - Pecorino con il peppe (Calabria)
  - Pecorino d'Abruzzo (Abruzzo)
  - Pecorino dei Berici
  - Pecorino dei Monti Sibillini (Marche)
  - Pecorino del Casentino (Toscana)
  - Pecorino del Fortore (Campania)
  - Pecorino del Monte Marzano (Campania)
  - Pecorino del Monte Poro (Calabria)
  - Pecorino del Parco di Migliarino-San Rossore
  - Pecorino del principe
  - Pecorino del Sannio (Abruzzo)
  - Pecorino dell'Appennino reggiano (Emilia-Romagna)
  - Pecorino della costa apuana (Liguria)
  - Pecorino della Garfagnana (Toscana)
  - Pecorino della Locride (Calabria)
  - Pecorino della Lunigiana (Toscana)
  - Pecorino della Vallata Stilaro-Allaro (Calabria)
  - Pecorino della Versilia (Toscana)
  - Pecorino delle balze volterrane (Toscana)
  - Pecorino di Atri (Abruzzo)
  - Pecorino di Carmasciano
  - Pecorino di Crotone o crotonese (Crotone, Calabria)
  - Pecorino di Farindola (Abruzzo)
  - Pecorino di Filiano (DOP; Potenza, Basilicata)
  - Pecorino di Garfagnina (Toscana)
  - Pecorino di Moliterno (Basilicata)
  - Pecorino di montagna (Marche)
  - Pecorino di Monte Rinaldo (Marche)
  - Pecorino di Osilo
  - Pecorino di Pian di Vas (Friuli-Venezia Giulia)
  - Pecorino di Pienza stagionato (Toscana)
  - Pecorino di Romagna (Emilia-Romagna)
  - Pecorino di Vazzano (Calabria)
  - Pecorino foggiano (Foggia, Puglia)
  - Pecorino friulano (Friuli-Venezia Giulia)
  - Pecorino in botte (Marche)
  - Pecorino leccese (Lecce, Puglia)
  - Pecorino lucano (Basilicata)
  - Pecorino marchigiano (Marche)
  - Pecorino Monte Re (Friuli-Venezia Giulia)
  - Pecorino primo sale (Calabria)
  - Pecorino romano (DOP; Lazio) (Toscana) (Sardegna)
  - Pecorino rosso volterrano (Toscana)
  - Pecorino Salaprese (Calabria)
  - Pecorino sardo (DOP; Sardegna)
  - Pecorino senese (Sienne, Toscana)
  - Pecorino siciliano au poivre (DOP; Sicilia)
  - Pecorino sott'olio (Abruzzo)
  - Pecorino stagionato in foglie di noce
  - Pecorino toscano (DOP; Toscana)
  - Pecorino umbro o subasio (Umbria)
  - Pecorino Valle dell'Ancinale (Calabria)
  - Pecorino veneto (Veneto)
- Pepato
- Peretta
- Perlanera
- Pettirosso tipo Norcia
- Piacentinu o Piacentino (Sicilia)
  - Piacentino ennese o Piacentinu di Enna (Enna, Sicilia)
- Piattone (Lomlbardie)
- Piave
  - Piave vecchio
  - Piave stravecchio
- Piddiato
- Pierino
- Pioda Santa Maria
- Piodino
- Piramide
  - Piramide di capra
  - Piramide in foglia
- Piscedda
- Pirittas
- Plaisentif
- Pojna enfumegada o Poina enfumegada (Trentino)
- Pratolina
- Prescinseûa (Genova, Liguria)
- Presolana-Valseriana (Lombardia)
- Pressato (Veneto)
- Primolino
- Primo sale (Sicilia)
- Primusali
- Provola (Lazio, Campania, Puglia, Calabria e Sicilia)
  - Provola affumicata (Campania e Lazio)
    - Provola affumicata di bufala (Rome e Frosinone, Lazio, e Campania)

  - Provola calabra (Calabria)
  - Provola Capizzi
  - Provola Casale o Floresta
  - Provola dei Monti Sicari
  - Provola dei Nebrodi (Nébrodes, Sicilia)
  - Provola delle Madonie (Madonies, Sicilia)
  - Provola di bufala (Lazio) (Campania)
  - Provola ragusana (Raguse, Sicilia)
  - Provola siciliana (Sicilia)
  - Provola silana (Calabria)
- Provole (Basilicata)
- Provolone (Lombardia, Piemonte, Veneto, Trentino, Emilia-Romagna, Basilicata, Sicilia e Sardegna)
  - Provolone del Monaco (Campania)
  - Provolone piquant o piccante (Piemonte, Lombardia, Veneto)
  - Provolone sardo (Sardegna)
  - Provolone siciliano (Sicilia)
  - Provolone Valpadana (DOP; Lombardia, Emilia-Romagna, Trentino)
  - Provolone vernengo
- Pusteria (Alto Adige)
- Pustertaler (Alto Adige)
- Puzzone
  - Puzzone bocchiotti
  - Puzzone di Moena (Trentino)
  - Puzzone vandercaro

### Q
- Quadro
  - Quadro di capra
  - Quadro provenzale
- Quagliata ligure (Liguria)
- Quartirolo lombardo (DOP; Lombardia)
- Quark (Marche)

### R
- Ragusano (DOP; Raguse, Sicilia)

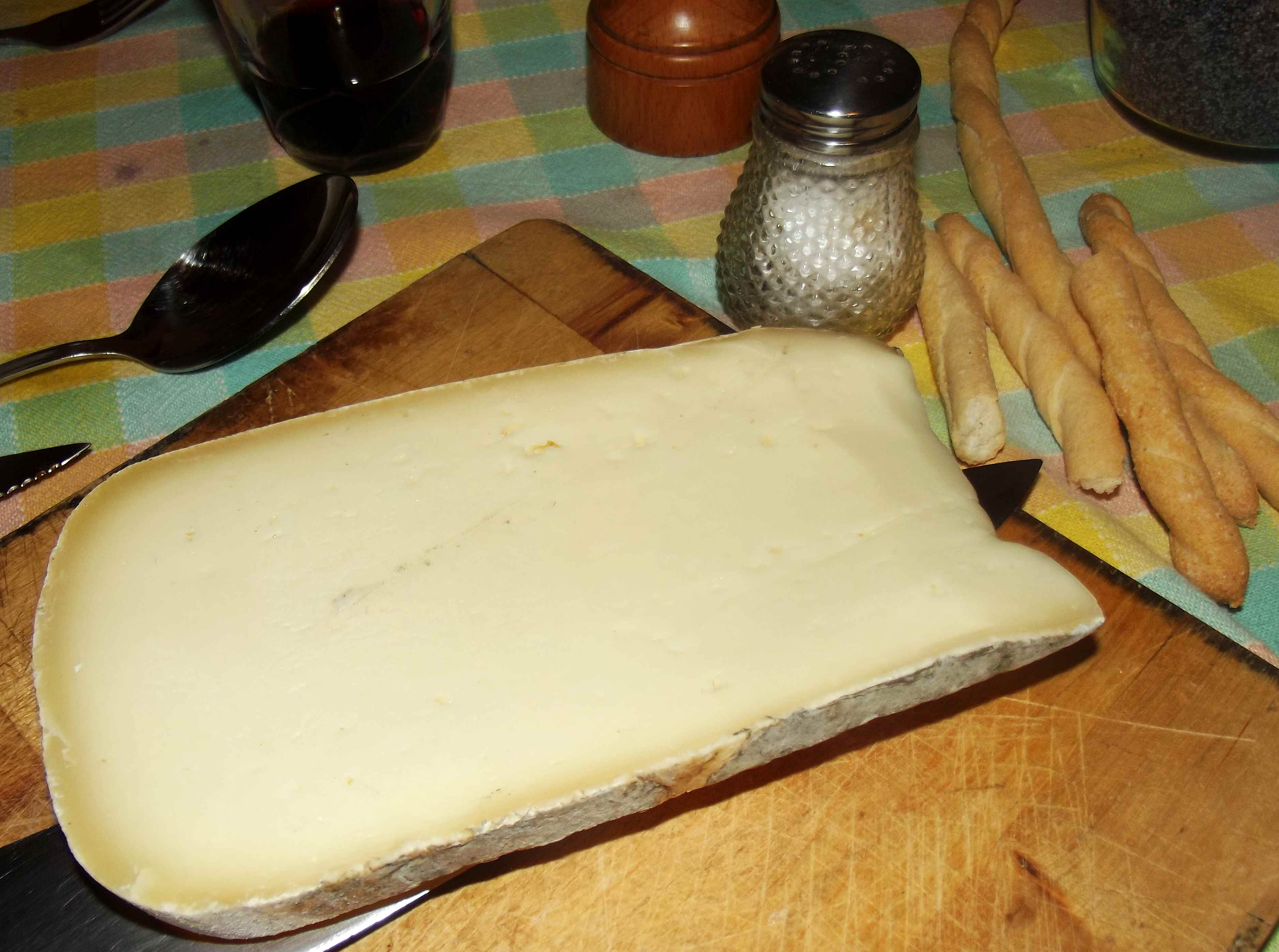
Raschera

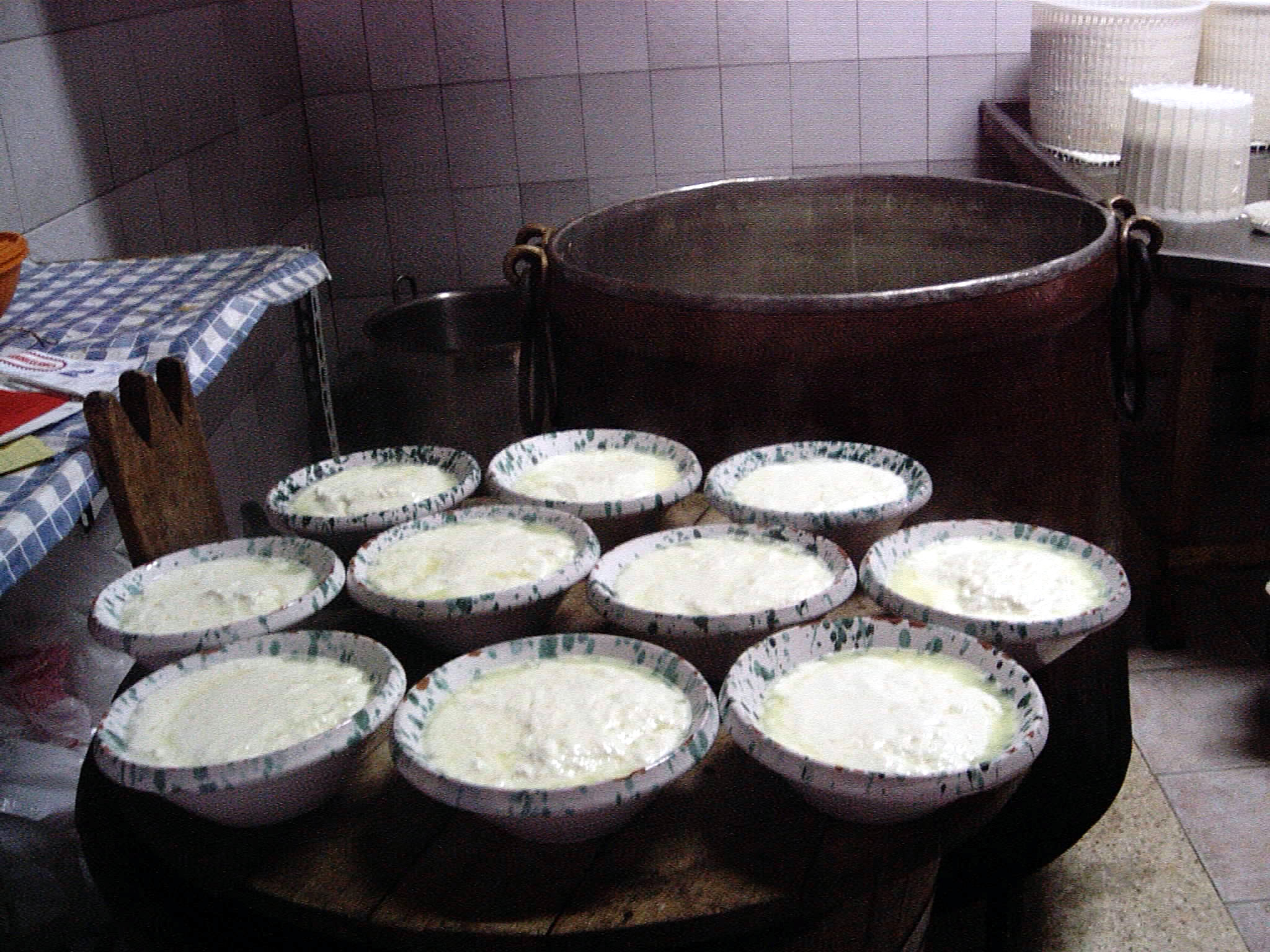
Ricotta

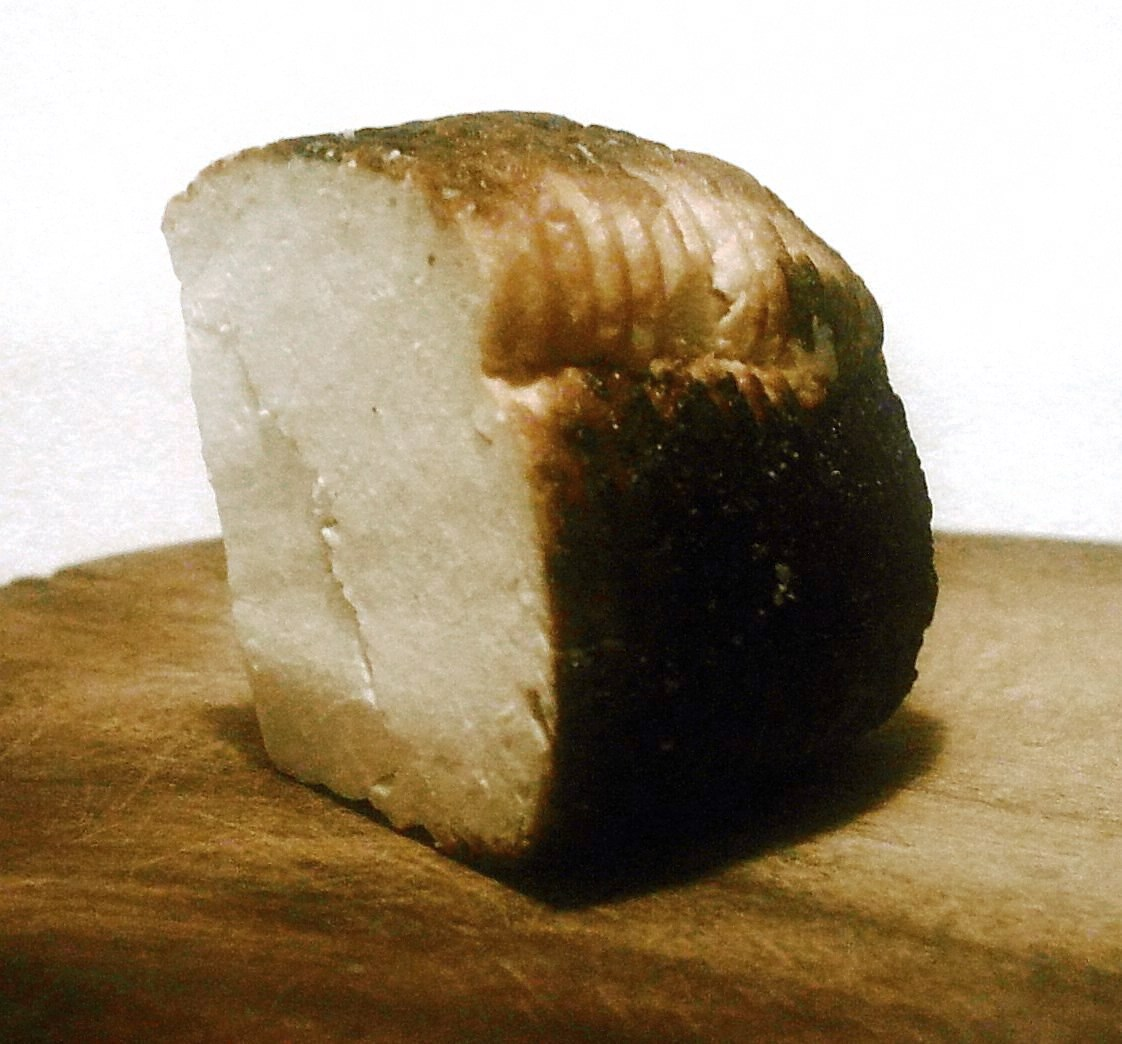
Ricotta infornata

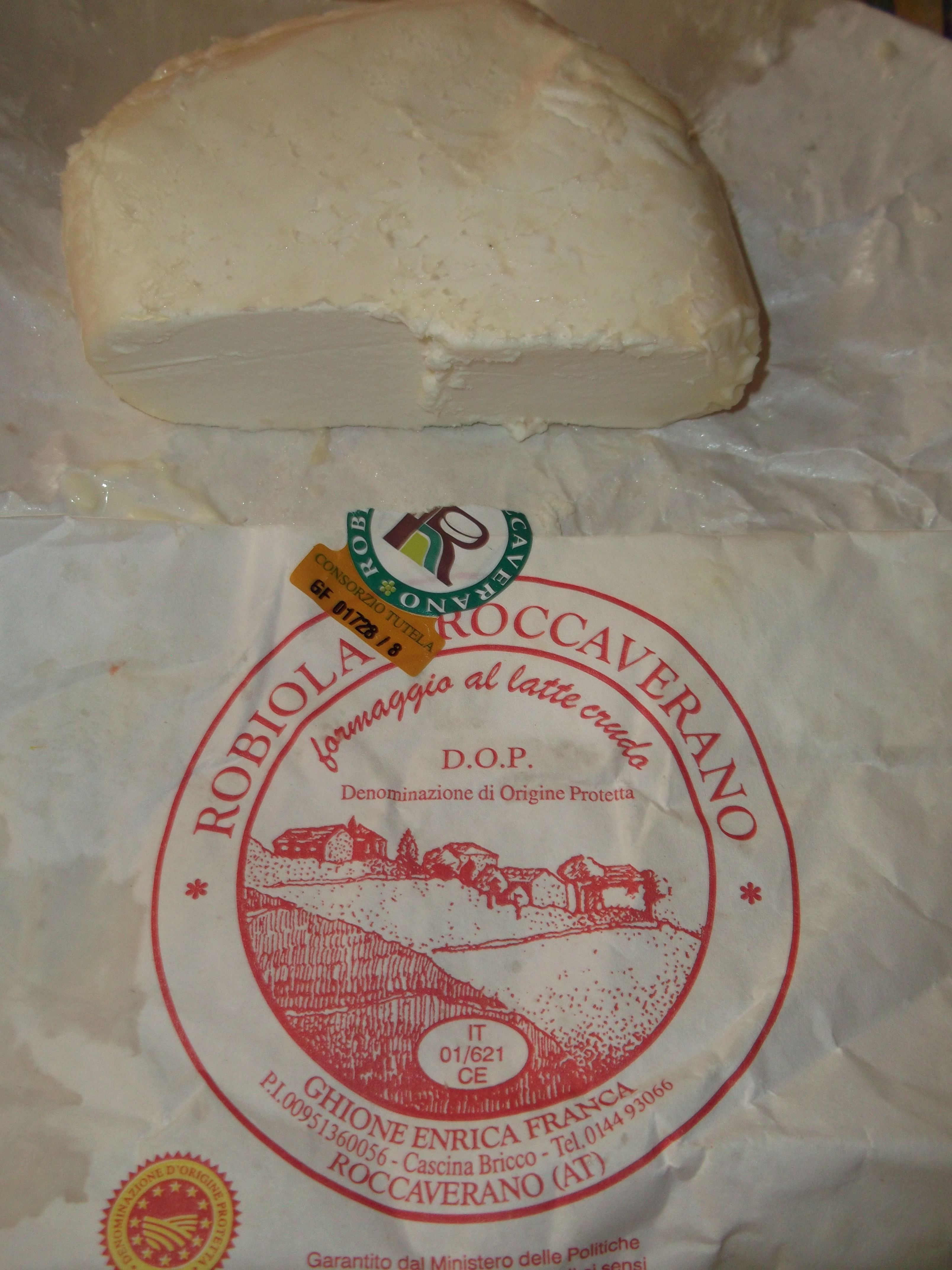
Robiola

- Raschera semistagionata (DOP; Piemonte)
  - Raschera d'alpeggio (Cuneo, Piemonte)
- Rasco(Calabria)
- Raspadüra
- Ravaggiolo Romagnolo (DOP; Emilia-Romagna)
- Raviggiolo (Toscana)
- Raviggiolo di pecora
- Reblec o Réblèque (Valle d'Aosta)
  - Reblec de crama (Valle d'Aosta)
- Reblo (Piemonte)
  - Reblo alpino o Reblochon (Piemonte)
  - Reblo cremoso Valle Susa (Piemonte)
- Reblochon o Rebruchon (Piemonte)
- Regato
- Renàz
- Riavulillo (Campania)
- Ricotta (Piemonte, Lombardia, Emilia-Romagna, Friuli-Venezia Giulia, Lazio, Abruzzo, Campania, Puglia, Basilicata, Sicilia e Sardegna),
  - Ricotta di pecora,
  - Ricotta di cavallo,
  - Ricotta cotta,
  - Ricotta affumicata di Mammola (Calabria)
  - Ricotta affumicata di malga (Friuli-Venezia Giulia)
  - Ricotta al fumo di ginepro affumicata di Anversa (Abruzzo)
  - Ricotta al peperoncino (Basilicata)
  - Ricotta artigianale o puina (Lombardia)
  - Ricotta calabra (Calabria)
  - Ricotta caprina friulana (Friuli-Venezia Giulia)
  - Ricotta di bufala (Campania, Lazio)
    - Ricotta di bufala affumicata
    - Ricotta di bufala campana (DOP; Campania)
    - Ricotta di bufala fresca
    - Ricotta di bufala infornata
    - Ricotta di bufala salata

  - Ricotta di fuscella
  - Ricotta di pecora piemontese (Piemonte)
  - Ricotta dura salata (Basilicata)
  - Ricotta forte (Campania), (Basilicata)
  - Ricotta fresca (Friuli-Venezia Giulia)
  - Ricotta gentile
  - Ricotta infornata
  - Ricotta moliterna
  - Ricotta mustia
  - Ricotta pecorina Monte Re (Friuli-Venezia Giulia)
  - Ricotta romana (DOP; Lazio)
  - Ricotta salata (Piemonte, Friuli-Venezia Giulia,Calabria, Sardegna)
    - Ricotta salata di Mammola (Calabria)

  - Ricotta siciliana (Sicilia)
  - Ricotta stagionata di pecora (Abruzzo)
  - Ricotta vaccina affumicata ossolana (Piemonte)
- Ricottadi
- Ricottone salato (Calabria)
- Rigatino di Castel San Pietro
- Rims
- Robiola (Piemonte, Lombardia e Valle d'Aosta)
  - Robiola Alta Langa (Piemonte)
  - Robiola bresciana (Lombardia)
  - Robiola Cavour (Piemonte)
  - Robiola contadina
  - Robiola d'Alba al tartufo (Piemonte)
  - Robiola della nonna
  - Robiola della Val Bormida (Lombardia)
  - Robiola della Valsassina (Lombardia)
  - Robiola delle Langhe (Piemonte)
  - Robiola di Bossolasco
  - Robiola di Castel San Giovanni
  - Robiola di Ceva o Mondovi (Piemonte)
  - Robiola di Cocconato
  - Robiola di Intropio
  - Robiola di Montevecchia (Lombardia)
  - Robiola di pecora
  - Robiola di Roccaverano (DOP; Piemonte)
  - Robiola di serosa
  - Robiola La Rustica
  - Robiola Monte Rosa (Valle d'Aosta)
  - Robiola piemontese classica (Piemonte)
- Roccaccio
- Romano
- Romita piemontese (Piemonte)
- Rosa Camuna (Val Camonica, Lombardia)
- Rosso di Lago

### S
- Salagnun

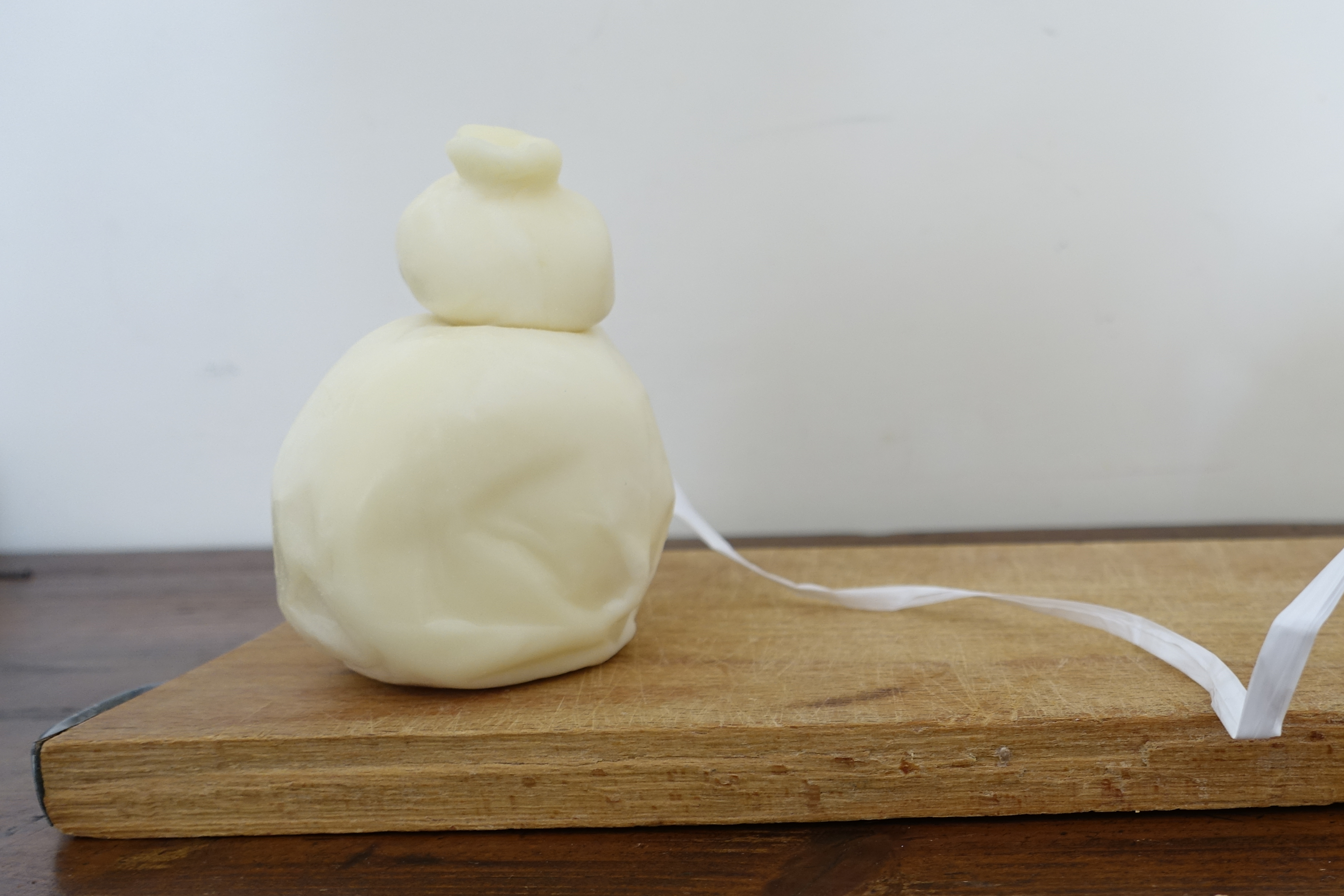
Scamorza

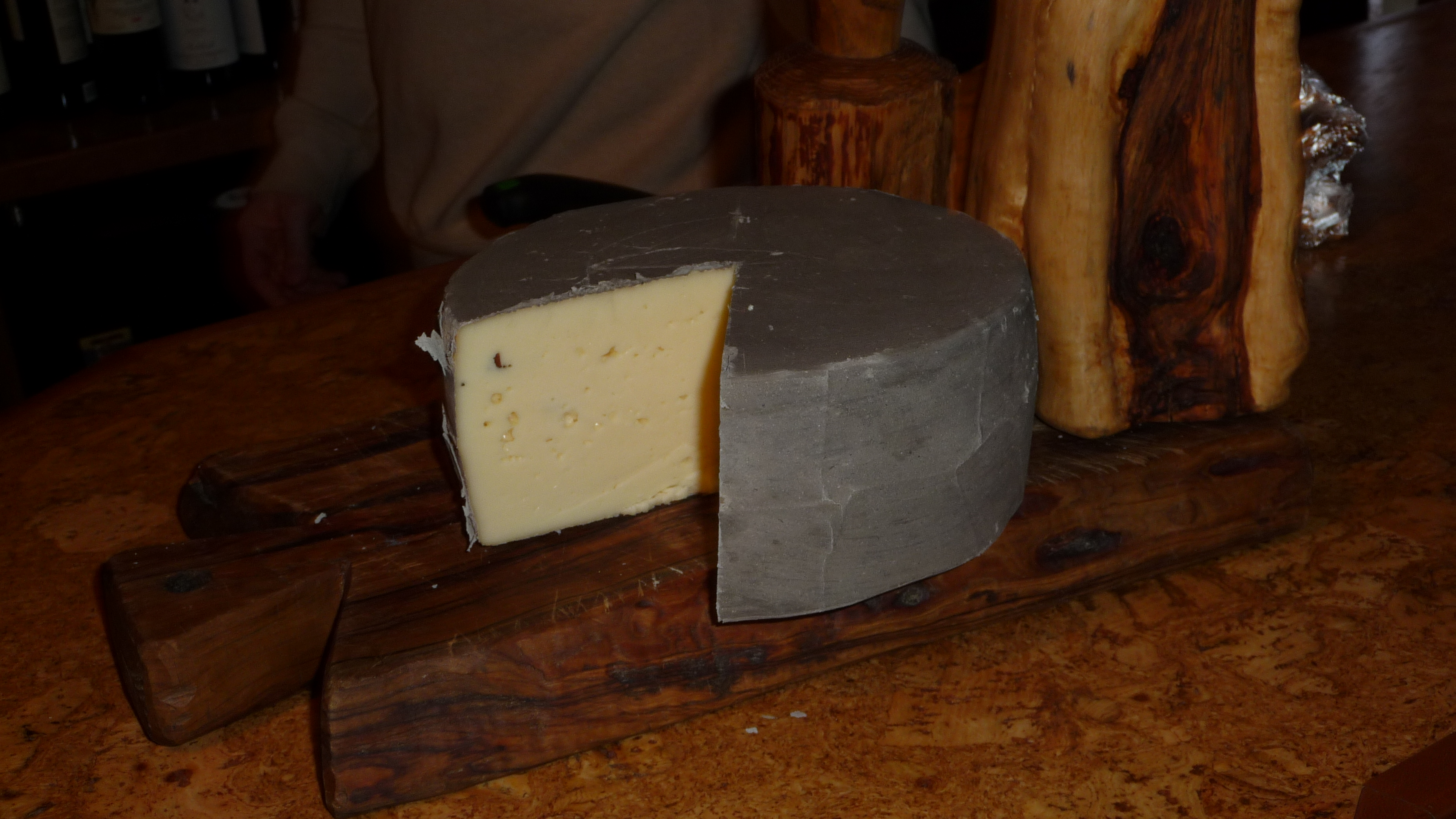
Sottocenere al tartufo

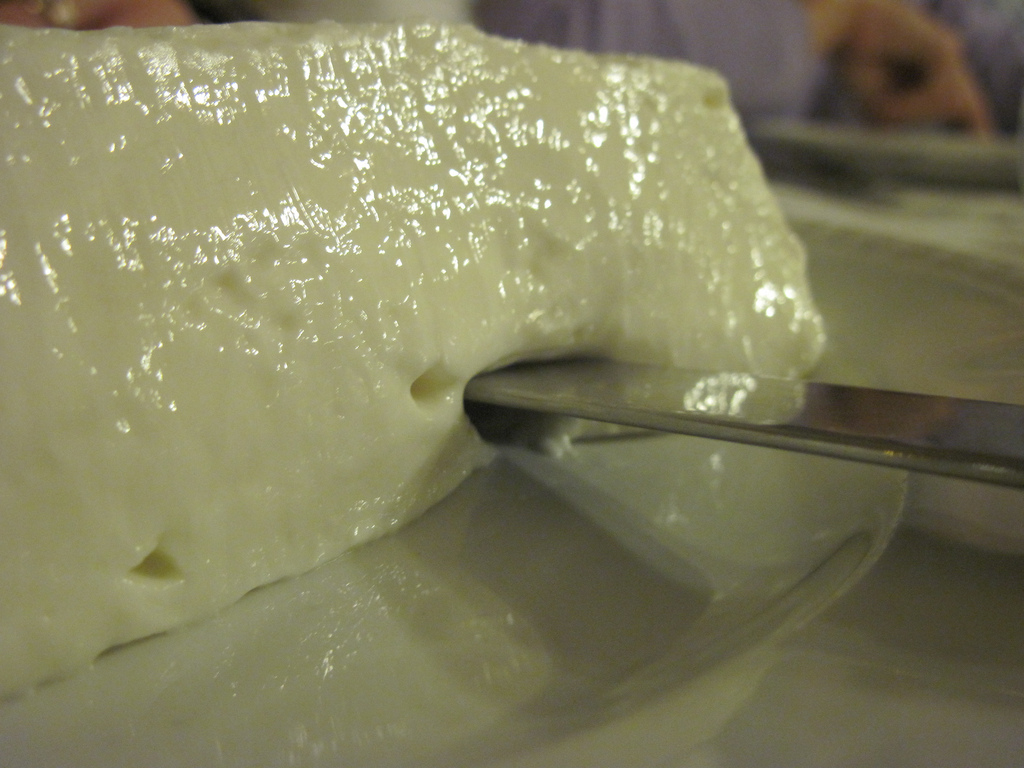
Stracchino

- Salato friulano (Friuli-Venezia Giulia)
  - Salato duro friulano (Friuli-Venezia Giulia)
  - Salato morbido friulano o del Friuli (Friuli-Venezia Giulia)
- Salgnun o Salignun
- Salignon (Valle d'Aosta)
- Salondro o Solondro (Trentino)
  - Salondro o Solondro magro
  - Salondro o Solondro di malga
- Salva (Lombardia)
  - Salva cremasco
  - Salva bergamasco
- Santo Stefano o San Sté d'Aveto (Val d'Aveto, Liguria)
- Sappada (Sappada, Belluno, Veneto)
- Saras del Fèn (Piemonte)
- Sarasso o Sarazzu
- Sargnon o Serniun (Piemonte)
- Savello di Roma (Roma, Lazio)
- Sbrinz (Lombardia)
- Scacciata
- Scacione o Caprone
- Scamorza (Piemonte, Abruzzo, Molise, Campania, Puglia, Basilicata e Calabria)
  - Scamorza abruzzese (Abruzzo)
  - Scamorza calabra (Calabria)
  - Scamorza di bufala (Campania)
  - Scamorza molisana (Molise)
  - Scamorza passita (Abruzzo)
- Scamosciata campana (Campania)
- Scheggia
- Schiz
- Schlander
- Scimuda d'alpe (Lombardia)
- Scimudìn (Lombardia)
- Scimut (Lombardia)
- Scodellato (Lombardia)
- Scuete (Friuli-Venezia Giulia)
  - Scuete Frant (Carnia, Udine, Friuli-Venezia Giulia)
  - Scuete fumade o Ricotta affumicata (Val Canale, Tarvisiano, Udine, Friuli-Venezia Giulia)
- Secondo sale
- Séras o Seré (Valle d'Aosta)
- Seirass o Seras (Piemonte)
  - Seirass del fieno o del Fèn
  - Seirass del Laussun
  - Seirass di latte
  - Seirass di siero di pecora
  - Seirass stagionato
- Semicotto
  - Semicotto caprino
  - Semicotto ovino
- Semitenero loiano
- Semuda (Lombardia)
- Shtalp (Calabria)
- Sigarot
  - Sigarot cenese
  - Sigarot miele
  - Sigarot naturale
- Silandro (Alto Adige)
- Silter Camuno Sebino (Lombardia)
  - Silter della Val Camonica
- Slattato  (Marche)
- Smorzasoel
- Soera o Sola della Valcasotto (Piemonte)
- Sola (Piemonte)
  - Sola stagionata
- Solandro
  - Solandro di malga
  - Solandro magro
- Sora
  - Sora di pecora brigasca
  - Sora tre latti
- Sot la trape (Friuli-Venezia Giulia)
- Sottocenere al tartufo
- Spalèm (Lombardia)
- Spessa (Trentino)
- Spress (Piemonte)
- Spressa delle giudicarie (DOP; Trentino)
- Squacquerone di Romagna (DOP; Emilia-Romagna)
- Squarquaglione dei Monti Lepini
- Sta'el (Lombardia)
- Stagionato de Vaise
- Stanga di Dobbiaco (Alto Adige)
- Stella di Natale
- Stelvio o Stilfser (DOP; Alto Adige e Lombardia)
- Sterzinger (Alto Adige)
- Stintino di Luino
- Stracciata (Abruzzo), (Campania)
- Stracciatella di bufala (Campania)
- Strachet (Lombardia)
- Strachitunt  (Lombardia)
- Stracchino (Lombardia, Toscana, Campania)
  - Stracchino (Nostrano di Monte, Bronzone) (Lombardia)
  - Stracchino della Valsassina (Lombardia)
  - Stracchino di bufala (Campania)
  - Stracchinno di nesso (Lombardia)
  - Stracchino orobico (Lombardia)
  - Stracchino tipico (Lombardia)
  - Stracchino toscano (Toscana)
- Stracon
- Strica (Friuli-Venezia Giulia)

### T

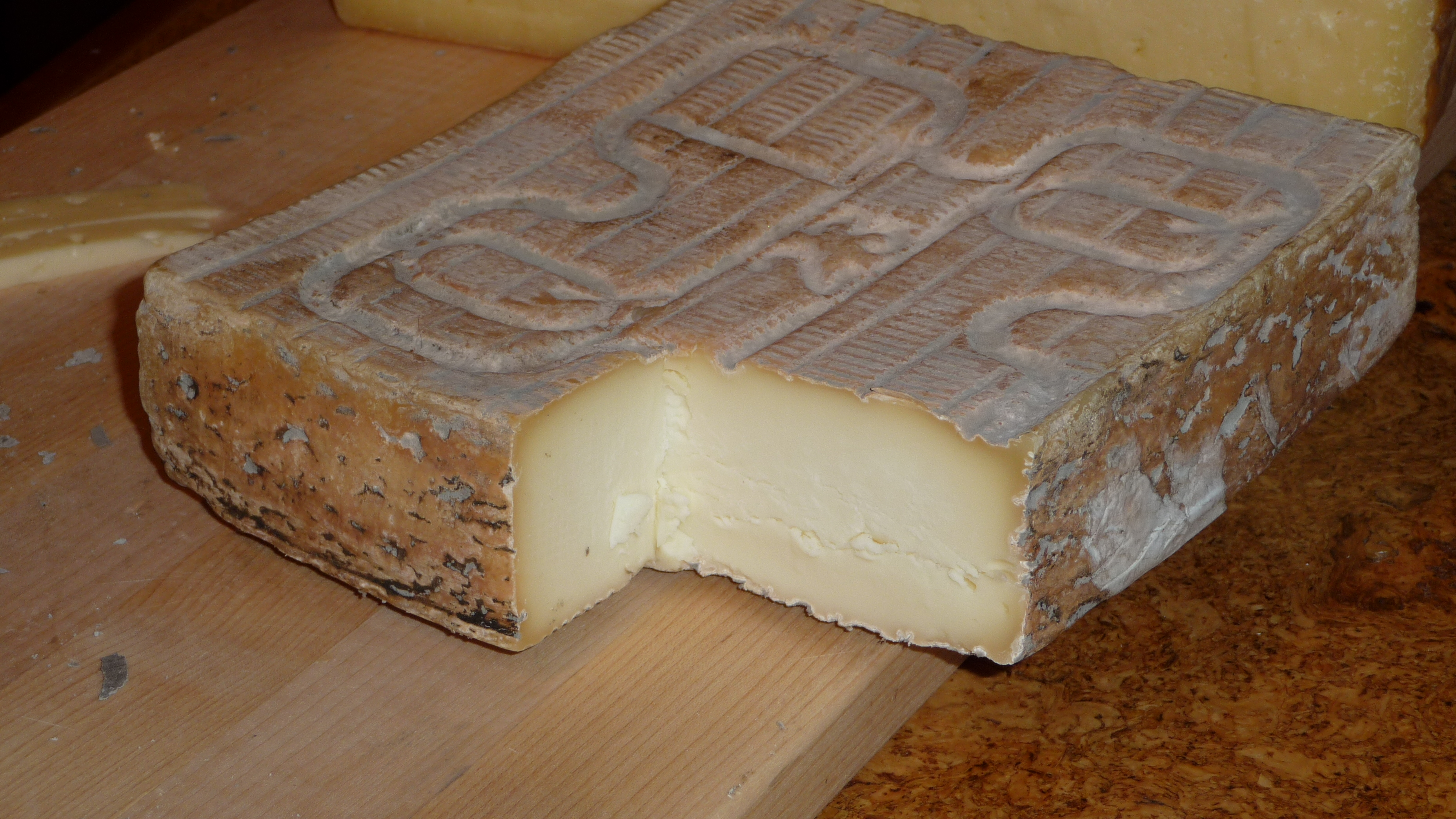
Taleggio

- Tabor (Carso, Trieste, Friuli-Venezia Giulia)
- Taburet
- Taleggio (DOP; Piemonte, Lombardia e Veneto)
  - Taleggio bergamasco (DOP; Bergamo, Lombardia)
  - Taleggio mandello lario (DOP)
- Tella Alto Adige (Alto Adige)
- Tendaio (Garfagnana, Toscana)
- Testùn (Piemonte)
  - Testùn ciuc
- Tipo (Piemonte, Lombardia, Friuli-Venezia Giulia)
  - Tipo dolce (Lombardia)
  - Tipo fresco (Piemonte)
  - Tipo malga friulano (Friuli-Venezia Giulia)
  - Tipo stagionato (Piemonte)
- Tirabuscion
- Tirolese (Alto Adige)
- Toblach o Toblacher Stangenkäse (Alto Adige)
- Toma (Valle d'Aosta, Piemonte, Lombardia, Basilicata e Calabria)
  - Toma ajgra (Valsesia, Vercelli, Piemonte)
  - Toma alpigiana
  - Toma basilicata (Basilicata)
  - Toma biellese (Biella, Piemonte)
  - Toma brusca (Piemonte)
  - Toma del bot
  - Toma del lait brusc (val di Susa, Torino, Piemonte)
  - Toma del maccagno (Biella, Piemonte)
  - Toma del Mottarone
  - Toma del pastore
  - Toma della Bassa Valle d'Aosta (bassa Valle d'Aosta)
  - Toma della Sera
  - Toma della Valle di Susa (Torino, Piemonte)
  - Toma della Valle Stura (Cuneo, Piemonte)
  - Toma della Valsesia (Vercelli, Piemonte)
  - Toma di Balme (Piemonte)
  - Toma di Boves (Piemonte)
  - Toma di capra (Piemonte, Lombardia)
    - Toma di capra d'alpeggio

  - Toma di Celle (val Maira, Piemonte)
  - Toma di Elva o Casale de Elva
  - Toma di Gressoney (Valle d'Aosta)
  - Toma di Lanzo (Piemonte)
  - Toma di Mendatica (Piemonte)
  - Toma di pecora d'alpeggio
  - Toma di Pragelato (Piemonte)
  - Toma di Valgrisenche (Valle d'Aosta)
  - Toma lucana (Basilicata)
  - Toma ossolana (Piemonte)
    - Toma ossolana al prunent
    - Toma ossolana di alpeggio
    - Toma ossolana di casa
    - Toma ossolana stravecchia

  - Toma ovicaprina
  - Toma piemontese (DOP; Piemonte)
  - Toma Val di Lanzo
  - Toma Valle Pellice (Piemonte)
- Tombea (Lombardia)
- Tometta
  - Tometta al barolo
  - Tometta di Barge (Piemonte)
  - Tometta Monte Ciuc
  - Tometta Valle Elvo
- Tometto o Tumet
- Tomini
  - Tomini di Bollengo e del Talucco (Piemonte)
  - Tomini sott'olio di semi
  - Tomini sott'olio d'oliva
- Tomino (Piemonte)
  - Tomino canavesano
    - Tomino canavesano asciutto
    - Tomino canavesano fresco

  - Tomino da padella
  - Tomino del bec
  - Tomino del boscaiolo
  - Tomino del bot
  - Tomino del mel (Piemonte)
  - Tomino del talucco
  - Tomino delle Valli Saluzzesi
  - Tomino di Andrate (Piemonte)
  - Tomino di Bosconero (Piemonte)
  - Tomino di Casalborgone
  - Tomino di Rivalta
  - Tomino di San Giacomo di Boves
  - Tomino di Saronsella (Chivassotto)
  - Tomino di Sordevole (Piemonte)
  - Tomino di Talucco (Piemonte)
  - Tomino "Montoso" (Piemonte)
  - Tomino piemontese fresco (Piemonte)
- Torta
  - Torta mascarpone (Piemonte, Lombardia)
  - Torta orobica
- Toscanallo
- Tosèla (Trentino)
  - Tosèla del primiero
- Toumin dal mel (Piemonte)
- Trecce (Penisola sorrentina, Campania)
- Treccia (Campania), (Basilicata)
  - Treccia dei Cerviati e Centaurino (Campania)
  - Treccia dura (Basilicata)
- Trentingrana
- Tre Valli (Pordenone, Friuli-Venezia Giulia)
- Trifulin (Langhe, Piemonte)
- Trizza
- Tronchetto
  - Tronchetto alpino
  - Tronchetto di capra
  - Tronchetto stagionato
- Trugole
- Tuma (Piemonte)
  - Tuma'd Trausela
  - Tuma di Celle
  - Tuma di Langa sotto vetro
  - Tuma sicula
- Tumazzu
  - Tumazzu di pecura ccu pipi
  - Tumazzu di piecura
  - Tumazzu di vacca
    - Tumazzu di vacca ccu pipi
- Tumet di Pralungo (Piemonte)
- Tumin
  - Tumìn del mello
- Tumo de Caso o Casale de Elva

### U
- Ubriaco (Veneto)
  - Ubriaco al traminer di capra
- Uova di bufala o Bocconcini

### V
- Vaciarin
- Val Brandet (Lombardia)
- Valcasotto (Piemonte)
- Valligiano
- Valsevia ubriaca
- Valtellina Casera (DOP; Valtellina, Sondrio, Lombardia)
- Vastedda (Sicilia)
  - Vastedda della Valle del Belice
  - Vastedda palermitana (Palermo, Sicilia)
- VCO Robiola 3 latti
- Vezzena (Trentino)
- Vorderkas (Alto Adige)

### Z
- Zepek (Carso, Friuli-Venezia Giulia)
- Ziegenkäse o Algunder Ziegenkäse (Alto Adige)
- Ziger o Zigerkäse (Alto Adige)
- Zighera (Trentino)
- Zincarlin
- Zumelle (Veneto)
- Zufi o Zuvi (Val Formazza, Novara, Piemonte)